# Schnellfahrstrecke
Als Schnellfahrstrecke (SFS), Hochgeschwindigkeitsstrecke oder Strecke für den Hochgeschwindigkeitsverkehr (HGV-Strecke) wird eine Eisenbahnstrecke bezeichnet, auf der Fahrgeschwindigkeiten von mindestens 200 km/h möglich sind. Es kann sich dabei um Neubaustrecken (NBS) oder Ausbaustrecken (ABS) handeln.
Nach Angaben des Internationalen Eisenbahnverbandes UIC waren am 1. Oktober 2023 weltweit 59.498 km Bahnstrecken für mindestens 250 km/h in Betrieb. Weitere 19.927 km waren im Bau, 16.850 km in der Planung. Mehr als 6.500 Hochgeschwindigkeitszüge befanden sich zu diesem Zeitpunkt im Einsatz.
Neben der zum Thema informierenden Übersicht nach Ländern finden sich unten die Listen mit allen Schnellfahrstrecken weltweit,  alphabetisch nach Ländern geordnet.

Schnellfahrstrecken in Europa
310–320 km/h
270–300 km/h
240–260 km/h
200–230 km/h
im Bau
geringere Geschwindigkeiten

Schnellfahrstrecken in Ostasien
310–350 km/h
270–300 km/h
240–260 km/h
200–230 km/h
im Bau
geringere Geschwindigkeiten

Schnellfahrstrecken in West- und Zentralasien
310–350 km/h
270–300 km/h
240–260 km/h
200–230 km/h
im Bau
geringere Geschwindigkeiten

## Definition
„Schnell“ ist ein relativer Begriff. So galten noch in den 1960er Jahren bei der Deutschen Bundesbahn Strecken oder Abschnitte, die mit einer zulässigen Höchstgeschwindigkeit von mehr als 140 km/h befahren werden durften, als Schnellfahrstrecken (oder -abschnitte).

## Technische Anforderungen
An die Schnellfahrstrecken werden hohe Anforderungen gestellt. Die Trassierung muss große Bogenradien aufweisen, gegebenenfalls mit ausgeprägten Überhöhungen. Gegenüber konventionellen Strecken sind wegen der hohen Relativgeschwindigkeiten bei Zugbegegnungen vergrößerte Gleismittenabstände erforderlich. Der Oberbau muss den Dauer- und Spitzenbelastungen sowie den Vibrationen standhalten. Alle Kreuzungen mit anderen Verkehrswegen sind niveaufrei auszuführen, in manchen Ländern werden Schnellfahrtrassen auch eingezäunt. Zur Verhinderung von Flankenfahrten sind Schutzweichen vorzusehen. Große Tunnelquerschnitte und allenfalls besonders weite Tunnelmündungen helfen, die Druckstöße beim Einfahren in den Tunnel (Tunnelknall) und bei Zugbegegnungen zu beherrschen. Aus Sicherheitsgründen werden Tunnel neuerdings mehrheitlich in Zweiröhrenbauweise konzipiert.
Zudem sind die Bremswegabstände auf konventionellen Strecken häufig so gewählt, dass der daraus resultierende maximale Bremsweg nur eine Höchstgeschwindigkeit von 160 km/h erlaubt. Für höhere Geschwindigkeit ist eine Vorsignalisierung über mehrere Blockabschnitte notwendig. In den 1960er Jahren wurde auf der Ausbaustrecke München–Augsburg der Betrieb mit ortsfesten Signalen bei einer Höchstgeschwindigkeit von 200 km/h erprobt. In einigen Ländern (z. B. Großbritannien) ist die Fahrt bis ca. 200 km/h mit ortsfesten Signalen bis heute üblich, da bis dahin die sichere Erkennbarkeit von Signalen möglich ist. Die meisten Schnellfahrstrecken weltweit sind mit Führerstandssignalisierung und kontinuierlich wirkender Zugbeeinflussung wie beispielsweise LZB oder ETCS Level 2 ausgestattet, da dies einen sichereren Betrieb und eine flexiblere Betriebsführung bei hohen Geschwindigkeiten erlaubt.
| Parameter/Höchstgeschwindigkeit | Parameter/Höchstgeschwindigkeit                                        | ≥ 120 km/h | ≥ 200 km/h | ≥ 250 km/h | ≥ 300 km/h                                           | ≥ 350 km/h                                                                          |
| ------------------------------- | ---------------------------------------------------------------------- | ---------- | ---------- | ---------- | ---------------------------------------------------- | ----------------------------------------------------------------------------------- |
| Gleisabstand                    | Gleisabstand                                                           | 3,5 m      | 3,8 m      | 4,0 m      | - Frankreich 4,2 m - Japan 4,3 m - Deutschland 4,5 m | - Taiwan 4,5 m - Spanien 4,7 m - Südkorea 4,5 – 5,0 m - Italien 5,0 m - China 5,0 m |
| Bogenradius                     | - Überhöhung 160 mm - Überhöhungsfehlbetrag 100 mm - ohne Neigetechnik | 625 m      | 1800 m     | 2800 m     | 4000 m                                               | 5400 m                                                                              |
| Bogenradius                     | - Überhöhung 160 mm - Überhöhungsfehlbetrag 200 mm - mit Neigetechnik  | 450 m      | 1300 m     | 2000 m     |                                                      |                                                                                     |

Gleisabstände unter vier Metern sind allerdings schon seit etwa 1950 bei Neu- und Umbauten im europäischen Regelspurnetz wegen der Erweiterungen der Lichtraum- und Fahrzeugumgrenzungsprofile für Neubauten geschwindigkeitsunabhängig nicht mehr zulässig. Sie wurden und werden schrittweise beseitigt.
Der minimale Bogenradius ist {\displaystyle r={\frac {v_{m}^{2}\times S}{g\times (h_{a}+h_{b})}}}, oft geschrieben als {\displaystyle {\frac {11,8\times v_{k}^{2}}{(h_{a}+h_{b})}}}, und Höchstgeschwindigkeit als {\displaystyle v_{k}={\sqrt {\frac {r\times (h_{a}+h_{b})}{11,8}}}}, mit
vm = Geschwindigkeit in m/s; vk = in km/h;
ha = Überhöhung;
hb = Überhöhungsfehlbetrag;
S = Spurweite (oft 1435 mm);
g = Erdbeschleunigung (9,81 m/s²).
r = Bogenradius (m)
11,8 = S / g / 3,62 · 1,05 (1,05 ist eine zusätzliche Marge)
Zu niedrige Geschwindigkeiten sollten vermieden werden, da durch die Überhöhung ein negativer Überhöhungsfehlbetrag (Kurvenleistung) entsteht, der insbesondere bei schweren Güterzügen zu Verschleiß führt. Aus diesem Grund wird routinemäßiger Verkehr vermieden, der langsamer ist als die unten aufgeführten Werte. Dadurch werden reguläre schwere Güterzüge auf den Hochgeschwindigkeitsstrecken ausgeschlossen, zumindest auf Strecken über 250 km/h. Weniger Überhöhung ist vorteilhaft für die Nutzung durch Güterzüge, doch reduziert sich damit die zulässige Streckengeschwindigkeit auch für Reisezüge.
| Bogenradius | Höchstgeschwindigkeit Überhöhung = 160 mm Überhöhungsfehlbetrag = 100 mm | Mindestgeschwindigkeit Überhöhung = 160 mm Überhöhungsfehlbetrag = −70 mm | Höchstgeschwindigkeit Überhöhung = 100 mm Überhöhungsfehlbetrag = 100 mm | Mindestgeschwindigkeit Überhöhung = 100 mm Überhöhungsfehlbetrag = −70 mm |
| ----------- | ------------------------------------------------------------------------ | ------------------------------------------------------------------------- | ------------------------------------------------------------------------ | ------------------------------------------------------------------------- |
| 1000 m      | 150 km/h                                                                 | 090 km/h                                                                  | 130 km/h                                                                 | 050 km/h                                                                  |
| 2000 m      | 210 km/h                                                                 | 120 km/h                                                                  | 180 km/h                                                                 | 070 km/h                                                                  |
| 4000 m      | 300 km/h                                                                 | 180 km/h                                                                  | 260 km/h                                                                 | 100 km/h                                                                  |

Äußerst schwer ausgeführter Schotteroberbau hat sich für Schnellfahrstrecken über Jahrzehnte bewährt. In den 1990er Jahren ging man in Japan, etwas später auch in Deutschland, zum Bau von Strecken mit Fester Fahrbahn über. Statt des Schotter-Schwellen-Systems trägt eine Betonfahrbahn mit Dämpfungselementen die Schienen. Dies spart Wartungskosten für Schwellen und Schotter. Auch wird das Risiko verringert, welches durch die Aufwirbelung von durch die Belastungen zerkleinertem Schotter entsteht. Zudem entfällt das Risiko von Beschädigungen an Fahrzeugen durch Schotterflug. Allerdings sind Änderungen deutlich aufwändiger, bei Unfällen entstehen höhere und im Vergleich zum Schotteroberbau schwerer zu beseitigende Schäden.
Zur Schnellfahrstrecke gehört auch die entsprechende Schnellfahroberleitung. Es werden Fahrdrähte aus einer speziellen Legierung benutzt, die den elektrischen Kontakt verbessert und Funkenflug vermeidet. Die Fahrleitung wird besonders stark abgespannt, um Schwingungen zu reduzieren und die Fahrdrahthebung zu minimieren. Die hohe mechanische Spannung der Fahrleitung erhöht außerdem die Fortbewegungsgeschwindigkeit der erzeugten Welle, wodurch ein Einholen der Welle durch den Stromabnehmer verhindert wird. Normalerweise sind auf Schnellfahrstrecken auch größere Oberströme möglich als auf anderen elektrifizierten Strecken. Dazu müssen die Speiseleitungen und Unterwerke sowie der Fahrleitungsquerschnitt entsprechend ausgelegt sein. In vielen Fällen sind parallele Verstärkungsleitungen erforderlich. Die in vielen Ländern übliche Elektrifizierung mit Gleichspannung begrenzt wegen der durch die hohen erforderlichen Oberströme limitierte übertragbare Leistung die erreichbare Geschwindigkeit. In Italien werden zwar unter 3 kV Gleichspannung bis zu 200 km/h erreicht, doch dieser Wert stellt die im Regelbetrieb machbare Obergrenze dar. Aus diesem Grund werden Schnellfahrstrecken auch in Ländern mit Gleichspannungsbetrieb zunehmend mit Wechselspannung elektrifiziert. Der Internationale Eisenbahnverband UIC hat für Neubauten von Schnellfahrstrecken die Nutzung des Einphasenwechselspannungssystems mit 25 kV bei einer Frequenz von 50 Hz festgelegt, allerdings wird in mit 15 kV bei 16,7 Hz elektrifizierten Netzen die Beibehaltung dieses Systems zugelassen.

## Kosten
Die Baukosten je Kilometer Hochgeschwindigkeitsstrecke liegen nach Angaben des Internationalen Eisenbahnverbandes in Europa zwischen 12 und 30 Millionen Euro. Die Instandhaltungskosten werden mit rund 70 000 Euro je Kilometer und Jahr angegeben.

## Übersicht nach Ländern

### Afrika

#### Ägypten

Entstehendes Hochgeschwindigkeitsnetz in Ägypten

Siemens Mobility baut in Ägypten die Hochgeschwindigkeitsstrecken Marsa Matruh–Ain Suchna, Kairo–Abu Simbel und Qina–Hurghada.
Ein erster Abschnitt der Strecke Marsa Matruh–Ain Suchna, voraussichtlich Alexandria–Kairo, soll 2026 eröffnet werden.
Ferner liefert Siemens 41 achtteilige und 250 km/h schnelle Velaro-Triebzüge, von denen die ersten gefertigten Fahrzeuge im Mai 2024 in Wildenrath der Presse präsentiert wurden.

#### Marokko
Marokko plant den Bau eines 1.500 km langen Hochgeschwindigkeitsnetzes, das aus der Achse „Atlantique“ von Tanger nach Agadir und der Achse „Maghrébin“ von Rabat nach Oujda besteht. Als erstes Projekt wurde die 186 km lange Hochgeschwindigkeitsstrecke LGV Tanger–Kenitra gebaut. Zusätzlich wurde die alte, 170 km lange Strecke von Kenitra nach Casablanca modernisiert. Die Bauarbeiten begannen 2011, der Betrieb wurde im November 2018 aufgenommen. Die Fahrzeit von Tanger nach Casablanca hat sich damit von 4 Stunden und 45 Minuten auf 2 Stunden und 10 Minuten verkürzt. Als Rollmaterial dienen 14 TGV Duplex von Alstom. Der Hochgeschwindigkeitsverkehr wird unter der Marke Al Boraq vermarktet.
Für die Strecke Rabat–Casablanca–Marrakesch wurde im August 2024 der Vertrag zu Projektmanagement, Betriebsplanung und technischer Optimierung abgeschlossen, da die Staatsregierung das Projekt über insgesamt 430 km beschleunigt angeht, um es bis zur Fußball-Weltmeisterschaft 2030 vollständig in Betrieb nehmen zu können.

### Asien

#### China
Nach der Definition des Chinesischen Eisenbahnministeriums sind Schnellfahrstrecken für eine Geschwindigkeit von 250 km/h oder höher ausgelegt, wobei die Betriebsaufnahme mit mindestens 200 km/h erfolgt. Die Folgezeit zweier Züge beträgt mindestens drei Minuten. Es werden Triebzüge mit bis zu 17 Wagen und einer maximalen Achslast von 17 t eingesetzt.
China kennt verschiedene Kategorien von Schnellfahrstrecken, die mit Geschwindigkeiten gleich oder höher als 200 km/h befahren werden können:
- High-speed Railway (HSR): National finanzierte Neubaustrecken, in der Regel für 350 km/h ausgelegte
- Intercity High-Speed Railway (IHR): lokal von der Provinz finanzierte Neubaustrecke für 200 bis 350 km/h, die große Ballungsgebiete verbinden
- Passenger Dedicated Line (PDL): für Reisezüge gebaute Strecken, die für 250 km/h ausgelegt sind
- Passenger and Freight Line (PFL): Strecken, die von Reise- und Güterzügen befahren werden, die für 200 km/h ausgelegt sind
- Express Rail Link (XRL): für die Strecke Shenzhen–Hongkong verwendete Bezeichnung

Die Planung des Streckennetzes erfolgt mittels eines mittel- und langfristigen Eisenbahnplans, in Englisch Medium- and Long-Term Railway Plan (MLTRP). Eine erste Version mit Schnellfahrstrecke erschien 2004, die 2008 überarbeitet wurde. 2016 erschien eine neue Version dieses Entwicklungsplans, in ďem der Begriff der HSR eingeführt wurde. Zuvor wurden diese Strecken ebenfalls als PDL bezeichnet.

##### Erste Strecken
Die am 12. Oktober 2003 eröffnete 404 km lange für 200 km/h ausgelegte Schnellfahrstrecke Qinhuangdao–Shenyang war die erste in der Volksrepublik China eröffnete Schnellfahrstrecke.
Mit der 115 km langen Schnellfahrstrecke Peking–Tianjin wurde im August 2008 die erste Schnellfahrstrecke eröffnet, die für 350 km/h ausgelegt ist.
Es folgten die Schnellfahrstrecke Zhengzhou–Xi'an mit einer Gesamtlänge von 460 km sowie der Ende 2009 in Betrieb genommene 960 km lange Abschnitt Wuhan–Guangzhou der Schnellfahrstrecke Peking–Hongkong.
Anfang Juli 2010 waren insgesamt elf Hochgeschwindigkeitsstrecken (200 km/h oder mehr) mit einer Gesamtlänge von 6.920 km in Betrieb, 1.995 km davon waren für eine Höchstgeschwindigkeit von 350 km/h ausgelegt.
Auf den Hochgeschwindigkeitsstrecken kamen zunächst Züge der internationalen Hersteller Bombardier, Siemens, Alstom und Kawasaki zum Einsatz. Später kamen in Zusammenarbeit mit den oben genannten Herstellern selbstentwickelte Züge des Typs CRH 380A zum Einsatz.

##### Entwicklungsplan 2004 mit Überarbeitung 2008
Gemäß dem Entwicklungsplan des Eisenbahnnetzes von 2004 sollte bis zum Jahr 2020 ein Netz von Hochgeschwindigkeitsstrecken entstehen. Es sollte je vier Ost-West- und vier Nord-Süd-Korridore umfassen, die mit Geschwindigkeiten zwischen 250 und 350 km/h befahren werden können. Bis 2020 sollte das Netz auf 30.000 km anwachsen. 80 % der Großstädte sollten bis dahin über Schnellfahrstrecken erschlossen sein. Bis 2030 sollten 45.000 km Schnellfahrstrecken in Betrieb sein. 

Karte mit den vier horizontalen und den vier vertikalen Korridoren gemäß dem Vorschlag von 2008

Der Plan von 2004 wurde 2008 überarbeitet und umfasste die folgenden vier Nord-Süd-Korridore und vier West-Ost-Korridore, sowie ergänzende Strecken:
Korridore in Nord-Süd-Richtung
- Jinghu PDL: Peking–Tianjin–Jinan–Nanjing–Shanghai, 1.318 km, 2011 eröffnet, inklusive
  - Hebeng PDL: Hefei–Bengbu, eröffnet 2012
  - Ninghang Intercity Line: Nanjing–Hangzhou, eröffnet 2013
  - Jingjin Intercity Line: Peking–Tianjin, eröffnet 2008
- Jinggang PDL: Peking–Shijiazhuang–Zhengzhou–Wuhan–Changsha–Guangzhou–Shenzhen–Hongkong, 2.360 km, Eröffnung am 23. September 2018[21]
- Jingha PDL: Peking–Shenyang–Changchun–Harbin, 1.700 km, eröffnet 2021, inklusive
  - Dalian–Shenzhen, eröffnet 2012
  - Panying PDL: Panjin–Yingkou, eröffnet 2013
- Southeast Coastal PDL: Shanghai–Hangzhou–Ningbo–Taizhou–Wenzhou–Fuzhou–Xiamen–Shenzhen, 1.600 km, im Dezember 2013 eröffnet

Korridore in West-Ost-Richtung
- Xulan PDL: Xuzhou–Zhengzhou–Xi’an–Lanzhou, 1.400 km, im Juli 2017 eröffnet[22]
- Hukun PDL: Shanghai–Hangzhou–Changsha–Kunming, 880 km, im Dezember 2016 eröffnet
- Qingtai PDL: Qingdao–Jinan–Shijiazhuang–Taiyuan, 770 km, im Dezember 2017 eröffnet
- Huhanrong PDL: Shanghai–Nanjing–Hefei–Wuhan–Chongqing–Chengdu, 2078 km, eröffnet 2014[23]

Ergänzungsstrecken
- Changjiu PDL: Nanchang–Jiujiang, 138 km, Eröffnung geplant 2024)[24][veraltet]
- Liunan PDL: Liuzhou–Nanning, 225 km, eröffnet 2013
- Chengmianle PDL: Chengdu–Mianyang–Leshan, 314 km, eröffnet 2014
- Haqi PDL: Harbin–Qiqihar, 282 km, eröffnet 2015
- Hamu PDL: Harbin–Mudanjiang, 293 km, eröffnet 2018
- Changji PDL: Changchun–Jilin, 112 km, eröffnet 2010
- Shendan PDL: Shenyang–Dandong, 224 km, eröffnet 2015

##### Internationale Verbindungen
Darüber hinaus plant China auch den Bau internationaler Hochgeschwindigkeitsstrecken. Die Bauarbeiten zu einer Verbindung von Kunming in die laotische Hauptstadt Vientiane, sollten im April 2011 beginnen, wurden jedoch auf unbestimmte Zeit verschoben. Im November 2011 wurde bekannt gegeben, dass mit dem Baubeginn innerhalb der nächsten fünf Jahre gerechnet wird. Schließlich wurde seit 2016 an einer Eisenbahnstrecke in herkömmlicher Technik gebaut, die 2021 in Betrieb ging und von Reisezügen mit 160 km/h befahren wird.
Ebenfalls projektiert ist eine Achse vom südchinesischen Nanning über Vientiane, Bangkok, Penang und Kuala Lumpur bis nach Singapur. Von dieser Achse ist der Abschnitt Bangkok-Nakhon Ratchasima in Thailand in Bau, die restlichen Abschnitte werden vorerst als nicht wirtschaftlich angesehen. Als Teil einer Westroute nach Bangkok wurde die Strecke Kunming–Dali als Schnellfahrstrecke gebaut, die Fortführung bis zur Grenze bei Ruili wird aber als konventionelle Strecke gebaut. Bezüglich dem Rest der Route herrscht Stillstand aufgrund von Streitigkeiten über die Finanzierung. Das Teilprojekt Singapur–Kuala Lumpur wurde Anfang 2021 eingestellt.

##### Entwicklung in den 2010er-Jahren
Mit 487,3 km/h sicherte sich am 10. Januar 2011 eine CRH380BL-Einheit den Geschwindigkeitsweltrekord für Serienzüge.
Infolge des Zugunglücks von Wenzhou am 23. Juli 2011 stoppte die Volksrepublik China Mitte August 2011 für einige Zeit die Genehmigung neuer Schnellfahrstreckenprojekte.
Neben diesem Hochgeschwindigkeitsnetzwerk wird zur Geschwindigkeitssteigerung auf viel befahrenen Strecken der Güterverkehr vom Personenverkehr getrennt. Für den Personenverkehr werden eigene Gleise verlegt. Die Länge dieses Personenverkehrsnetzes betrug 9.676 km im Juni 2011.
Bis 2012 sollten 804 neue Bahnhöfe eröffnet werden. Bis 2012 sollte das Hochgeschwindigkeitsnetz auf mehr als 13.000 km erweitert werden, Ende 2021 erreichte es eine Streckenlänge von über 40.000 km.
Ende Dezember 2016 wurde die 2.252 km lange Hochgeschwindigkeitsstrecke Shanghai–Kunming auf voller Länge eröffnet. Damit waren mehr als 20.000 km Hochgeschwindigkeitsstrecken für wenigstens 250 km/h in Betrieb.
Zur Finanzierung seines Hochgeschwindigkeitsnetzes und weiterer Projekte hat die chinesische Bahn rund 280 Milliarden Euro Schulden aufgenommen. Zusammen mit der Koreanischen Staatsbahn wird die Bahnstrecke Pjöngjang–Sinŭiju errichtet.
Am 22. Januar 2021 ging mit der Schnellfahrstrecke Peking–Chengdu der letzte Abschnitt in Betrieb, der zu dem im Entwicklungsplan von 2008 festgelegten vier Nord-Süd- und Ost-West-Verbindungen gehörte. Bei den ergänzenden Strecken fehlt lediglich noch die Strecke Nanchang–Jiujiang, die 2024 in Betrieb gehen soll.

##### Entwicklungsplan 2016

Der Entwicklungsplan von 2016

Stand der Umsetzung Anfang 2022

Der Entwicklungsplan von 2008 wurde 2016 um weitere vier Verbindungen pro Richtung ergänzt, sodass ein Netz mit acht Nord-Süd- und acht Ost-West-Verbindungen entstand. Im Plan sind die folgenden Strecken enthalten:
Korridore in Nord-Süd-Richtung
- Küstenkorridor: Dalian / Dandong–Qinhuangdao–Tianjin–Dongying–Weifang–Qingdao / Yantai–Lianyungang–Yancheng–Nantong–Shanghai–Ningbo–Fuzhou–Xiamen–Shenzhen–Zhanjiang–Beihai / Fangchenggang, am Nord- und Südende verlängerte Southeast Coastal PDL aus dem Plan von 2008
- Peking–Shanghai-Korridor: Jinghu PDL, Peking–Tianjin–Jinan–Nanjing–Shanghai, 1.318 km, 2011 eröffnet, inklusive Zubringerstrecken, übernommen vom Plan von 2008, vollständig in Betrieb
- Peking–Hongkong / Taipeh-Korridor: neuer Strecke Peking–Hengshui–Heze–Shangqiu–Fuyang–Hefei / Huanggang–Jiujiang–Nanchang–Ganzhou–Shenzhen–Hongkong / Kowloon inklusive
  - Hefei–Nanping–Fuzhou–Taipeh
  - Nanchang–Yongtai–Fuzhou / Putian
- Peking-Harbin- und Peking–Hongkong–Macao-Korridor: Zusammenschluss der Jingha PDL und der Jinggang PDL aus dem Plan von 2008, Harbin–Changchun–Shenyang–Peking–Shijiazhuang–Zhengzhou–Wuhan–Changsha–Guangzhou–Shenzhen–Hongkong / Guangzhou–Zhuhai–Macau, seit Januar 2021 vollständig in Betrieb
- Hohhot–Nanning-Korridor: neue Strecke Hohhot–Datong–Taiyuan–Zhengzhou–Xiangyang–Yichang–Changde–Yiyang–Shaoyang–Yongzhou–Guilin–Nanning
- Peking–Kunming-Korridor: neue Strecke Peking–Shijiazhuang–Taiyuan–Xi’an–Chengdu–Kunming, zusätzlich
  - Peking–Taiyuan–Zhangjiakou–Datong
- Baotou–Hainan-Korridor: neue Strecke Baotou–Yan’an–Xi’an–Chongqing–Guiyang–Nanning–Zhanjiang–Haikou
- Lanzhou–Guangzhou-Korridor: neue Strecke Lanzhou / Xining–Hezuo–Chengdu–Yibin–Guiyang–Guilin–Guangzhou

Korridore in West-Ost-Richtung
- Suifenhe–Manjur-Korridor: neue Strecke Suifenhe–Mudanjiang–Harbin–Qiqihar–Hailar–Manjur
- Peking–Lanzhou-Korridor: neue Strecke Peking–Hohhot–Yinchuan–Lanzhou
- Qingdao–Yinchuan-Korridor: Verlängerung der Qingtai PDL nach Westen, Qingdao–Jinan–Shijiazhuang–Taiyuan–Yinchuan
- Neue eurasische Kontinentalbrücke: Lianyungang–Xuzhou–Zhengzhou–Xi’an–Lanzhou–Xining–Ürümqi
- Jangtse-Korridor: Huhanrong PDL aus dem Plan 2008: Shanghai–Nanjing–Hefei–Wuhan–Chongqing–Chengdu, zusätzlich die Strecke rechts des Jangtse: Nanjing–Anqing–Jiujiang–Wuhan–Yichang–Chongqing und Ergänzun links des Jangtses Wanzhou–Dazhou–Suining–Chengdu
- Shanghai–Kunming-Korridor: Hukun PDL aus dem Plan 2008, Shanghai–Hangzhou–Nanchang–Changsha–Guiyang–Kunming
- Xiamen–Chongqing-Korridor: neue Strecke Xiamen–Longyan–Ganzhou–Changsha–Changde–Zhangjiajie–Qianjiang–Chongqing
- Guangzhou–Kunming-Korridor: neue Strecke Guangzhou–Nanning–Kunming

#### Indien
Am 12. Dezember 2015 wurde eine Absichtserklärung zum Bau der ersten Hochgeschwindigkeitsstrecke Indiens unterzeichnet. Die 508 km lange und für 350 km/h entworfene Normalspur-Strecke ist seit 2017 im Bau und wird ab 2027 die Städte Mumbai und Ahmedabad verbinden. Die Kosten des Projekts werden auf 21,8 Milliarden Euro geschätzt. 80 % des Projektes werden über einen von der japanischen Regierung gewährten Kredit mit einer jährlichen Verzinsung von 0,1 % finanziert. Indien verpflichtete sich im Gegenzug dazu, 30 % des Rollmaterials in Japan zu kaufen.

#### Indonesien
Indonesiens erste Schnellfahrstrecke auf der Insel Java zwischen der Hauptstadt Jakarta und Bandung ist am 2. Oktober 2023 in Betrieb gegangen. Nachdem ursprünglich japanische Hochgeschwindigkeitszüge der Shinkansen-Baureihe E5 eingesetzt werden sollten, konnte sich schließlich China mit dem Typ CR400 „Fuxing“ durchsetzen. Eine Verlängerung der Strecke nach Surabaya ist geplant.

#### Japan

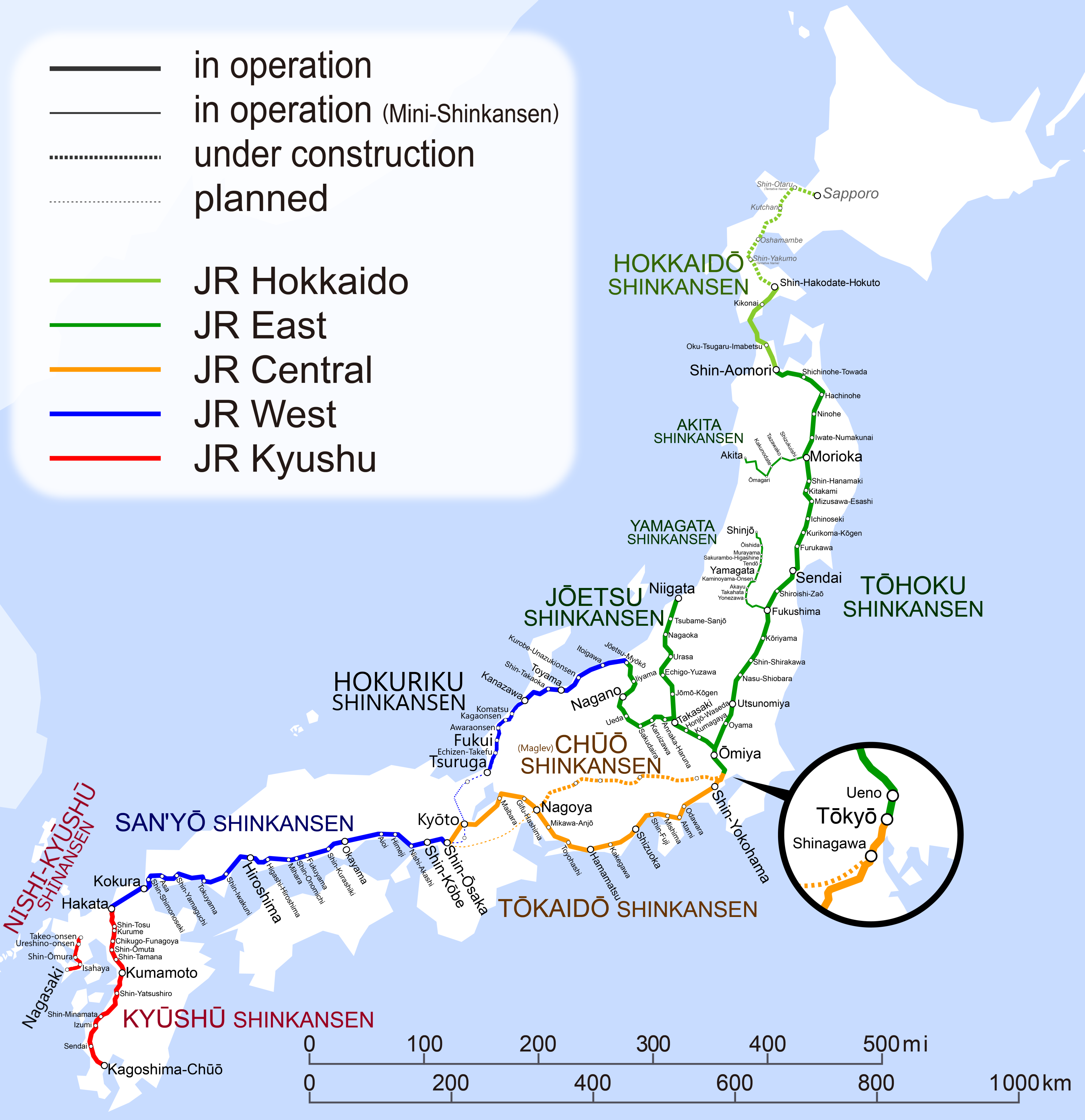
Streckennetz

Shinkansen ist sowohl der Name des Streckennetzes japanischer Hochgeschwindigkeitszüge als auch der Züge selbst.
Das Konzept für die Shinkansen-Strecken ging aus der Siedlungsstruktur Japans hervor, in der zwischen mehreren weit auseinander liegenden Großstädten eine hohe Verkehrsnachfrage besteht. Das Netz verbindet die meisten großen Städte auf den Inseln Honshū und Kyūshū und bietet eine Verbindung nach Hakodate auf der nördlichen Insel Hokkaidō. Eine Verlängerung nach Sapporo ist im Bau und soll im März 2031 eröffnet werden. Über den Fernverkehr hinaus werden einige Abschnitte rund um die größten Ballungsräume als Pendlerbahnnetz genutzt.
Die Geländestruktur Japans erforderte zahlreiche Kunstbauwerke. Kennzeichnend ist ebenfalls die vollständige Trennung des neu errichteten Netzes von den konventionellen, in Kapspur ausgeführten Strecken. Die nahezu vollständige Abschottung vom langsameren Verkehr trägt zur Pünktlichkeit der Shinkansen-Züge bei. Im Jahr 2016 berichtete JR Central, dass die durchschnittliche Verspätung des Shinkansen gegenüber dem Fahrplan pro Zug 24 Sekunden betrug. Auch in puncto Sicherheit setzt der Shinkansen Standards: In der über 60-jährigen Geschichte, in der mehr als 10 Milliarden Passagiere befördert wurden, gab es trotz häufiger Erdbeben keine Todesfälle durch Zugunglücke.
Japan war das erste Land der Welt, das Schnellfahrstrecken in Betrieb nahm. Beginnend mit dem Tōkaidō-Shinkansen (515,4 km) im Jahr 1964 wurde das Netz auf 2.968 km Strecken mit Höchstgeschwindigkeiten von 260–320 km/h erweitert (Stand 2024). Die Höchstgeschwindigkeit der ersten Shinkansen-Züge (Baureihe 0) betrug 210 km/h.
Der ursprüngliche Tokaido-Shinkansen, der Tokio, Nagoya und Osaka – drei der größten Städte Japans – miteinander verbindet, ist eine der meistbefahrenen Hochgeschwindigkeitsstrecken der Welt. In Spitzenzeiten verkehren auf der Strecke bis zu 16 Züge pro Stunde und Richtung mit jeweils 16 Wagen (1.323 Sitzplätze und gelegentlich zusätzliche Stehplätze) mit einem Mindestabstand von drei Minuten zwischen den Zügen. Die Bahnsteige sind entsprechend lang, um die bis zu 400 Meter langen Züge aufzunehmen. Shinkansen-Züge werden zudem mit einem größeren Lichtraumprofil gebaut als konventionelle Fahrzeuge. Die breiteren Waggons ermöglichen 5 Sitze in einer Reihe (2+3) statt der üblichen 4 Sitze (2+2). In der Vergangenheit setzte JR East Doppelstockzüge ein.
Als Mini-Shinkansen werden zwei Strecken bezeichnet, bei denen ehemalige Schmalspurstrecken auf Normalspur umgebaut wurden, damit Shinkansen-Züge in die Städte fahren können, ohne dass die Kosten für den Bau vollständiger Shinkansen-Standardstrecken entstehen. Die Shinkansen-Verbindungen zu diesen Strecken führen von Tokio über die Tōhoku-Shinkansen-Linie, bevor sie auf die traditionellen Hauptstrecken abzweigen, auf denen die Höchstgeschwindigkeit 130 km/h beträgt.

##### Geschichte
Der schnelle Erfolg des Tōkaidō-Shinkansen führte zu einer Verlängerung nach Westen nach Okayama, Hiroshima und Fukuoka (San’yō-Shinkansen), die 1975 fertiggestellt wurde. Mit dem Tōhoku-Shinkansen und dem Jōetsu-Shinkansen folgten zwei weitere Linien.
Die Planung weiterer Strecken wurde aufgeschoben oder ganz aufgegeben, als JNR Ende der 1970er-Jahre in die Schulden rutschte, hauptsächlich wegen der hohen Kosten für den Bau des Shinkansen-Netzes. Anfang der 1980er-Jahre war das Unternehmen praktisch zahlungsunfähig, was 1987 zu seiner Privatisierung führte.
Die privatisierten regionalen JR-Gesellschaften haben den Shinkansen weiterentwickelt und neue Zugmodelle eingeführt, die in der Regel jeweils ein eigenes, unverwechselbares Erscheinungsbild aufweisen. Ein Nachteil der voneinander unabhängigen Regionalunternehmen ist die Verwendung unterschiedlicher Signalsysteme, Erdbebenschutzvorrichtungen und Elektrifizierungsstandards.

Am 26. Juli 1996 stellte der Testzug 300X mit 443 km/h einen Geschwindigkeitsrekord für Schienenfahrzeuge in Japan auf.

#### Laos
In Laos sollte im Rahmen des Projektes einer Schnellfahrstrecke Kunming–Singapur das Teilstück von Boten an der chinesischen Grenze bis Vientiane, der Hauptstadt von Laos an der Grenze zu Thailand, gebaut werden. Nachdem der Baubeginn immer wieder verschoben wurde, entstand ab 2016 eine konventionelle normalspurige Bahnstrecke für eine Höchstgeschwindigkeit von 160 km/h, die 2021 in Betrieb ging.

#### Saudi-Arabien

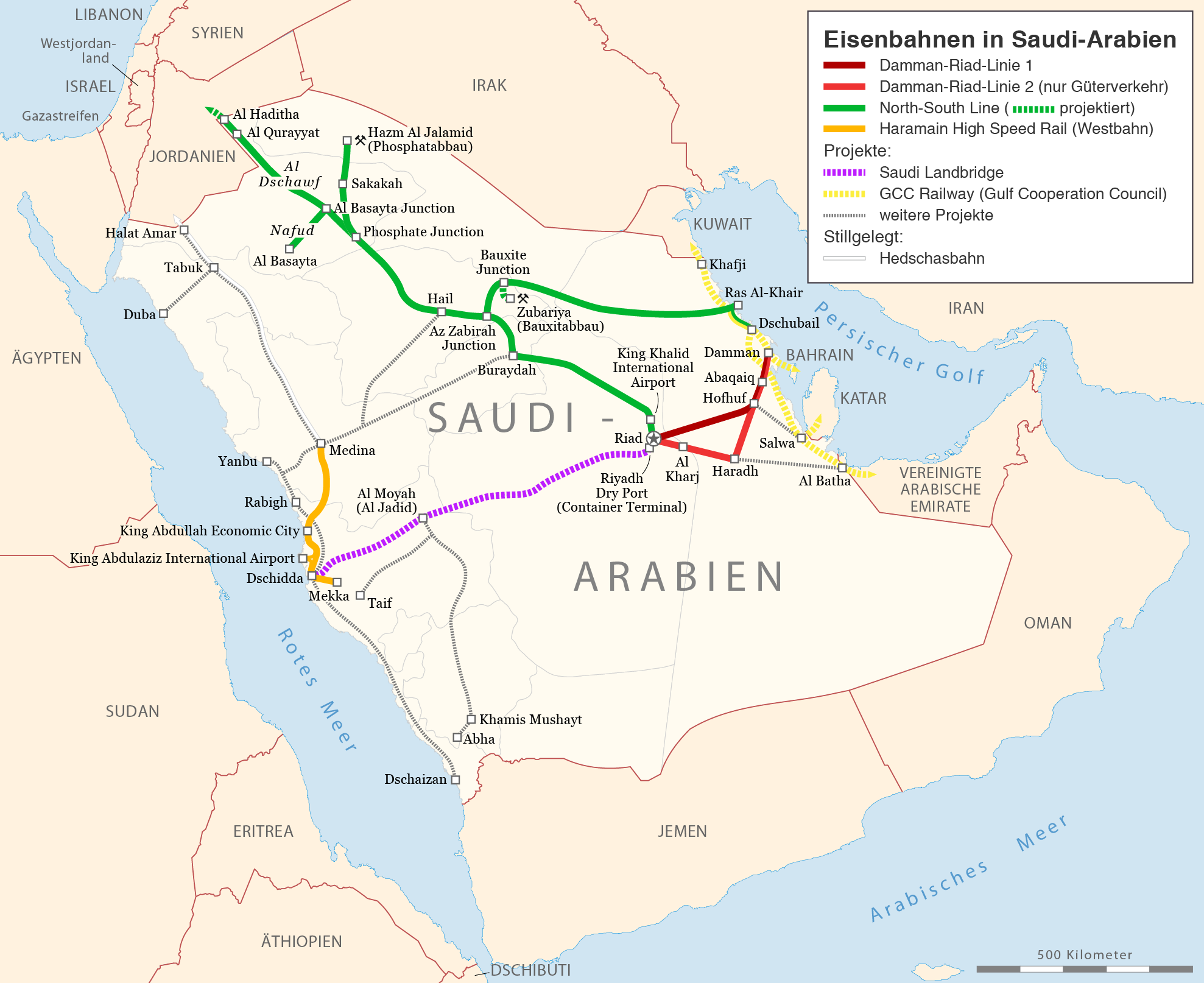
Schienennetz und Bauprojekte in Saudi-Arabien

Zwischen Mekka und Medina über Dschidda mit Abzweig zum dortigen König-Abd-al-Aziz-Flughafen existiert eine rund 453 km lange und mit 300 km/h befahrbare elektrifizierte Neubaustrecke unter dem Namen Haramain Express. Daneben existieren zwei Strecken für dieselbetriebene Züge: Die Ausbaustrecke Dammam-Riad-Linie 1 (449 km) für Personenverkehr und die Neubaustrecke Nord-Süd-Linie für Mischbetrieb über insgesamt 2.400 km von al-Hadītha nach Riad mit Zweigstrecken zu Minen in al-Jalamid und Al Baseeta sowie einer zum Hafen Ras Al Khair. Auf 995 km von Riad-Nord bis al-Qurayyat wird Personenverkehr angeboten.

#### Südkorea

Hochgeschwindigkeitsnetz in Südkorea 2024

Korea Train Express, oft auch KTX genannt, ist Südkoreas Hochgeschwindigkeitsbahnsystem, das von Korail betrieben wird. Der Bau der Hochgeschwindigkeitsstrecke von Seoul nach Busan begann 1992. Der KTX-Betrieb wurde am 1. April 2004 aufgenommen.
Vom Bahnhof Seoul verlaufen die KTX-Linien in Richtung Busan und Gwangju. Im Dezember 2017 wurde für die Olympischen Winterspiele 2018 in Pyeongchang eine neue Linie von Wonju nach Gangneung fertiggestellt.
Die derzeitige Maximalgeschwindigkeit für Züge im regulären Betrieb beträgt 305 km/h, die Infrastruktur ist jedoch auf 350 km/h ausgelegt. Die ersten Fahrzeuge basierten auf Alstoms TGV Réseau und wurden teilweise in Korea gebaut. Aus dem im Inland entwickelten HSR-350x, der in Tests 352,4 km/h erreichte, entstand ein zweiter Typ von Hochgeschwindigkeitszügen: der KTX Sancheon. Der KTX-Zug der nächsten Generation, der HEMU-430X, erreichte 2013 421,4 km/h. Damit ist Südkorea neben China, Deutschland, Frankreich, Japan und Spanien eines von sechs Ländern weltweit, in dem ein Schienenfahrzeug eine Geschwindigkeit von mehr als 400 km/h erreicht hat.

#### Taiwan

Hochgeschwindigkeitslinie in Taiwan

1999 wurde mit dem Bau der Taiwan High Speed Rail begonnen. Die 345 km lange, normalspurige Nord-Süd-Neubaustrecke wurde am 5. Januar 2007 in Betrieb genommen und verbindet die Hauptstadt Taipeh mit Zuoying, einem Bezirk der Hafenstadt Kaohsiung. Neun der zehn größten Städte Taiwans sind an die Strecke angebunden, die nur dem schnellen Personenverkehr dient und vollständig vom kapspurigen Altnetz getrennt ist. Die eingesetzten japanischen Shinkansen-Züge der Baureihe 700T erreichen  auf der zum Großteil in Tunneln und auf Brücken verlaufenden Trasse 300 km/h.

#### Thailand

Thailändisches Hochgeschwindigkeitsnetz (Strecken in Planung und Bau)

Im März 2011 unterzeichnete Thailand ein Memorandum of Understanding mit der chinesischen Regierung über den Bau einer 620 km langen Hochgeschwindigkeitsstrecke zwischen Bangkok und Nong Khai, die auch als Schnellfahrstrecke Kunming–Singapur bezeichnet wird. In der Folge kam es aber zwischen China, Thailand und Laos zu Streitigkeiten über die Finanzierung des Baus. Thailand beschloss, seinen Teil der Strecke selbst zu finanzieren, wobei vorerst nur die 253 km lange Schnellfahrstrecke Bangkok–Nakhon Ratchasima (Phase 1) gebaut wird, die mit Fuxing CR300AF-Zügen und einer Höchstgeschwindigkeit von 250 km/h befahren werden sollen. Nach mehrfacher Verschiebung begann der Bau dieses Abschnittes im Oktober 2020. Die Fertigstellung ist für 2027 geplant. Ob der Bau des 356 km langen Abschnitts von Nakhon Ratchasima nach Nong Khai (Phase 2) erfolgt, ist bislang offen.

#### Türkei

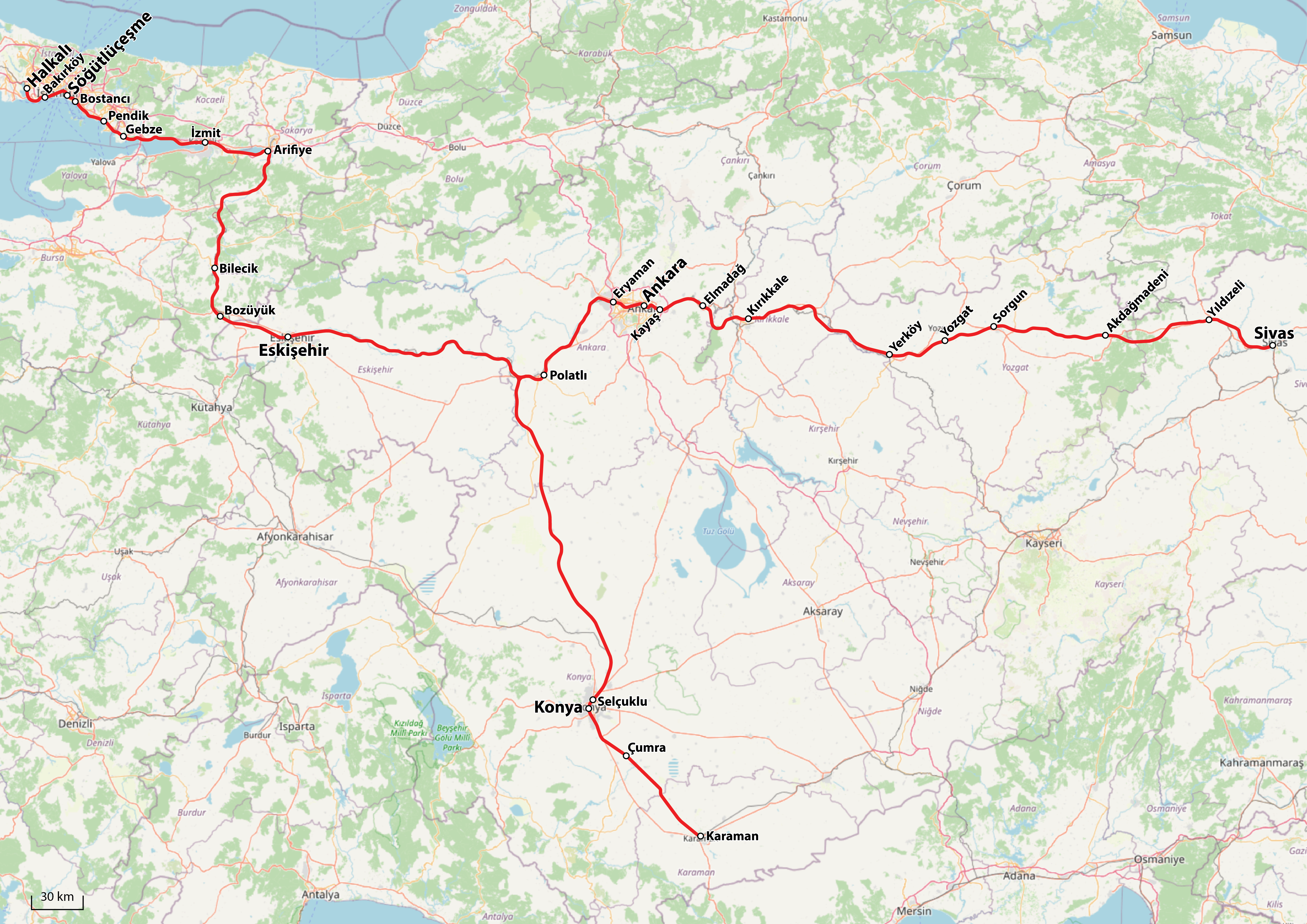
Karte der in Betrieb befindlichen türkischen Schnellfahrstrecken 2023

Hochgeschwindigkeitsnetz mit in Bau befindlichen Schnellfahrstrecken

Die Hochgeschwindigkeitsstrecke Ankara–Istanbul ist eine seit 2014 in voller Länge in Betrieb befindliche, 533 km lange und für eine Höchstgeschwindigkeit von 250 km/h ausgelegte Schnellfahrstrecke. Endeten die Hochgeschwindigkeitszüge der TCDD-Baureihe HT65000 zunächst in Pendik, einem Stadtbezirk auf der asiatischen Seite Istanbuls, wird heute durch den Marmaray-Tunnel weiter bis ins europäische Halkalı gefahren. Von dort ist eine Verlängerung nach Kapıkule an der bulgarischen Grenze im Bau.
Nach Fertigstellung der 212 km langen Strecke Polatlı–Konya wurde am 24. August 2011 der Hochgeschwindigkeitsverkehr zwischen Ankara und Konya aufgenommen.
Ab 2015 wurden sieben Siemens Velaro ausgeliefert, die von der TCDD als Baureihe HT80000 eingereiht sind. Im April 2018 erfolgte ein Auftrag über weitere zehn achtteilige Züge, die den bislang eingesetzten entsprechen. Dieser Auftrag wurde später auf zwölf Züge erweitert. Zwischen November 2019 und Juni 2021 erfolgte die Auslieferung der Triebzüge.
2023 ging die Strecke von Ankara nach Sivas in Betrieb. Danach sollen Strecken von Ankara nach Bursa, Izmir und Kayseri folgen.

#### Usbekistan
Die als Afrosiyob bezeichneten Talgo 250-Züge befahren die 600 km lange Schnellfahrstrecke Taschkent–Samarkand–Buchara mit 250 km/h in 3 Stunden und 20 Minuten. Geplant ist eine Verlängerung von Buchara nach Xiva (465 km).

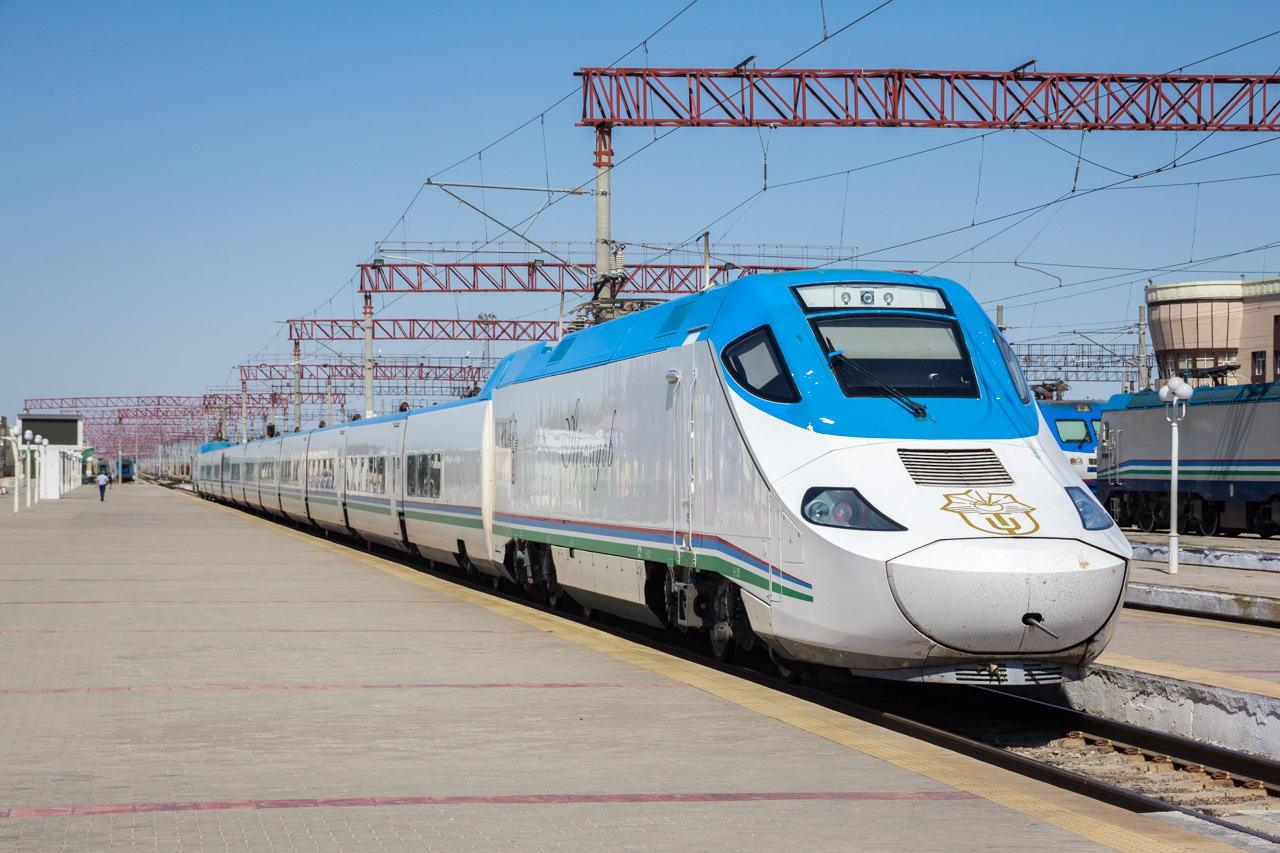
Afrosiyob im Bahnhof Buchara, dem derzeitigen Endpunkt der Schnellfahrstrecke aus Taschkent.

2011 ging als erster Abschnitt Taschkent–Samarkand in Betrieb und im Jahr 2016 folgte Samarkand–Buchara. Die Höchstgeschwindigkeit auf dem 2015 eröffneten Ast von Samarkand nach Karschi liegt bei 160 km/h.
Im Juni 2024 schloss Usbekistan mit Hyundai Rotem einen Vertrag über umgerechnet 196 Millionen US-Dollar ab, der die Auslieferung von sechs KTX-Zügen beinhaltet.

### Europa

#### Belgien, Niederlande

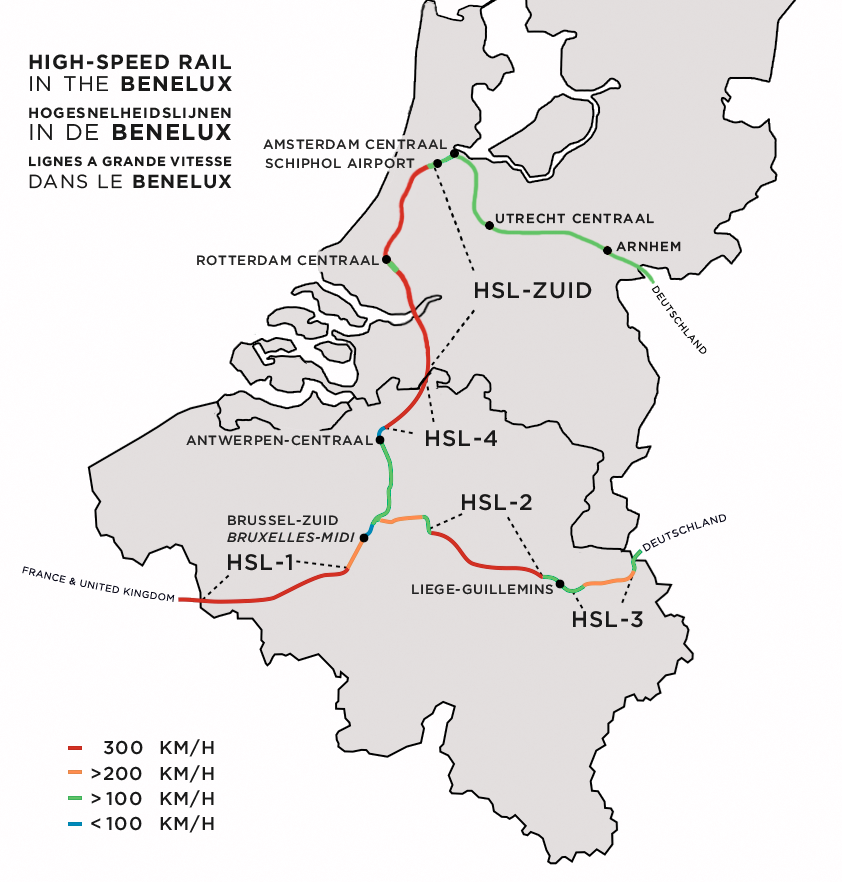
Hochgeschwindigkeitsnetz in Belgien und den Niederlanden

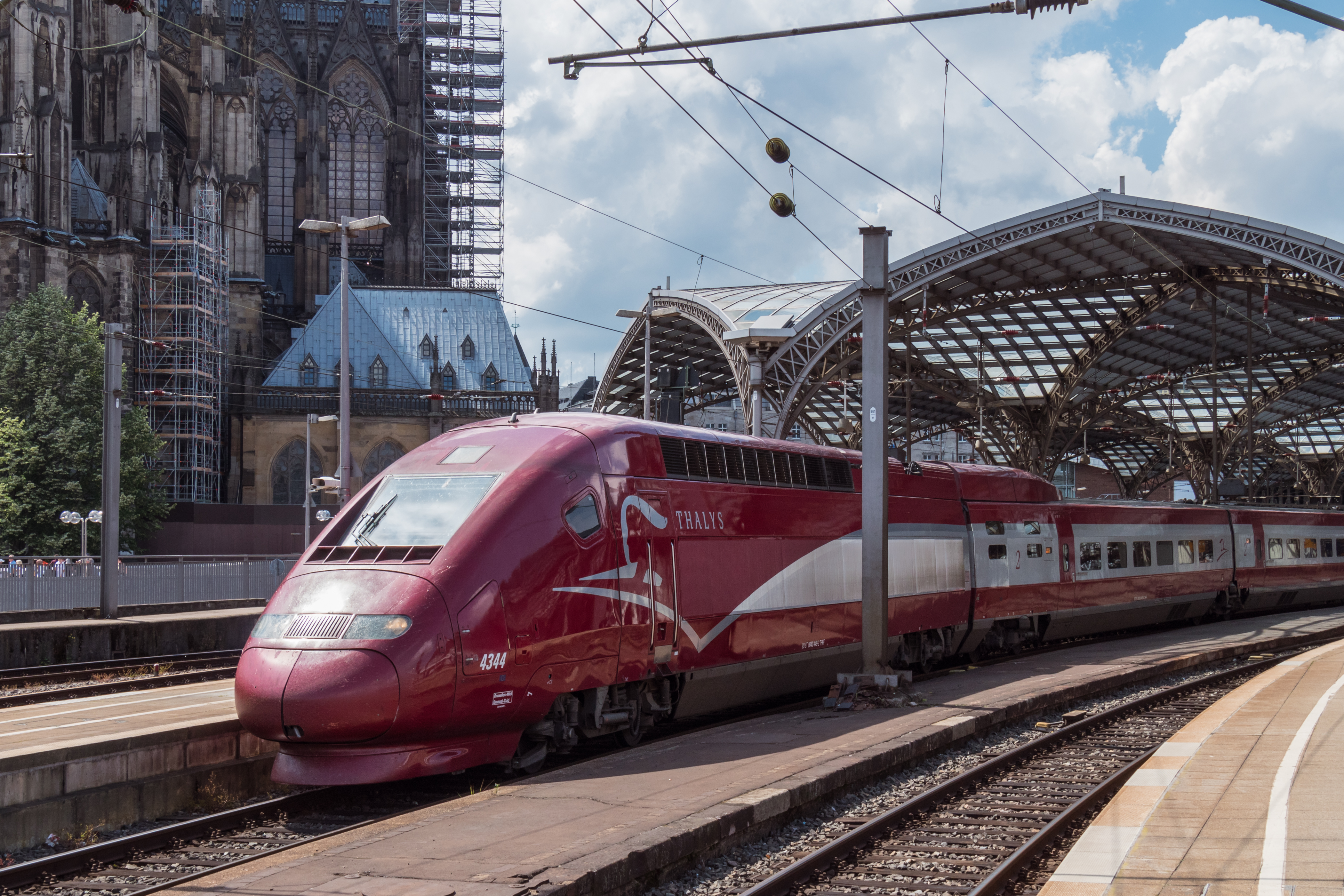
Mittlerweile fährt der Thalys, hier in Köln Hbf, unter der Marke Eurostar von Paris über Brüssel nach Amsterdam und Dortmund.

In Belgien werden Schnellfahrstrecken als ligne à grande vitesse (LGV) (französisch) oder hogesnelheidslijn (HSL) (niederländisch) bezeichnet. Das Liniennetz verläuft von der Hauptstadt Brüssel sternförmig auf die französische (HSL 1), deutsche (HSL 2, HSL 3) und niederländische Grenze (HSL 4) zu.
In den Niederlanden führt die HSL-Zuid als Fortsetzung der HSL 4 von der belgisch-niederländischen Grenze über Rotterdam nach Amsterdam.

#### Dänemark
In Dänemark sollen langfristig die vier größten Städte Kopenhagen–Odense–Aarhus–Aalborg mit Hochgeschwindigkeitszügen verbunden werden, wobei die Reisezeit zwischen diesen dann jeweils bei etwa einer Stunde liegen soll. Dementsprechend reduziert sich die Fahrzeit Kopenhagen–Aalborg von heute 4 Stunden und 10 Minuten auf nur noch drei Stunden. Die vorgesehene Höchstgeschwindigkeit liegt bei 200 km/h (Trassierung von NBS für bis zu 250 km/h). Da die dänische Zugbeeinflussung ATC nur 180 km/h erlaubt, ist die Ausrüstung mit ETCS erforderlich. Diese liegt hinter dem ursprünglichen Zeitplan; man rechnet mit einer netzweiten Einführung bis 2030. Um das kostspielige Anpassen von ATC an elektrifizierte Strecken zu vermeiden, werden erst dann, wie im Jahr 2013 vom Parlament beschlossen, alle Hauptstrecken elektrifiziert sein. Für den Betrieb mit 200 km/h hat die Danske Statsbaner 16 DSB EC von Talgo (Auslieferung 2024–2027) und 100 DSB ES von Alstom (Inbetriebnahme ab 2027) bestellt.

#### Deutschland

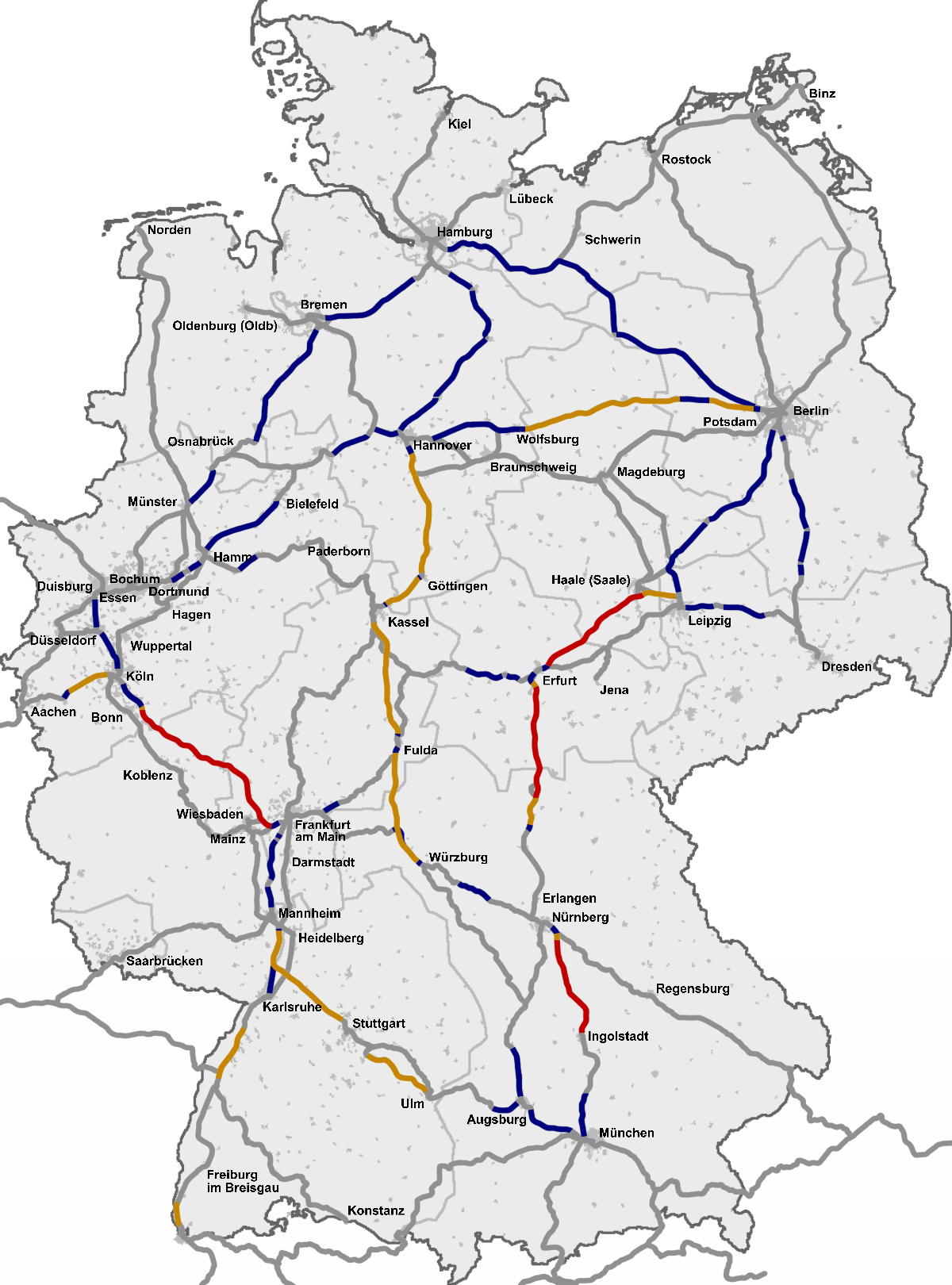
Schnellfahrstrecken in Deutschland
Neubaustrecken für 300 km/h
Neu- und Ausbaustrecken, 250 bis 299 km/h
Neu- und Ausbaustrecken, 200 bis 249 km/h
sonstige Strecken (Auswahl), unter 200 km/h

Das deutsche Schnellfahrstreckennetz besteht aus vielen Ausbaustrecken für  Geschwindigkeiten von 200, teilweise 230 km/h, sowie aus sechs Neubaustrecken für Geschwindigkeiten von 250 und vier Strecken von 300 km/h. Die gesamte Länge der Ausbaustrecken bis einschließlich 230 km/h beträgt rund 1.803 km und die der Neubaustrecken mit 250 km/h und schneller rund 1.179 km (Stand: 2024). Somit beträgt die Gesamtlänge aller Schnellfahrstrecken ab einer Ausbaugeschwindigkeit von 200 km/h  2.982 km.
Die meisten Großstädte werden durch dieses Netz verbunden. Wegen der langen Bremswege von über 1.000 Metern bei Geschwindigkeiten über 160 km/h und des unflexiblen Regelwerkes der ehemaligen Deutschen Bundesbahn mussten alle Schnellfahrstrecken von Anfang an mit linienförmig wirkenden Zugbeeinflussungseinrichtungen LZB oder ETCS ausgerüstet werden, meist zusätzlich zu weiter vorhandenen Blocksignalen. Diese wurden an Schnellfahrabschnitten generell als Lichtsignale ausgebildet. Außerdem müssen Schnellfahrstrecken aus Sicherheitsgründen frei von Bahnübergängen sein.
Auch die Neubaustrecken wurden mit dem schon 1912 vereinbarten Bahnstromsystem mit 15 kV Wechselspannung bei einer Frequenz von 16,7 Hz elektrifiziert. Fast alle Strecken werden auch für den Güterverkehr genutzt (vorwiegend nachts), teilweise besteht auch Regionalverkehr.

##### Geschichte
In der ersten Hälfte des 20. Jahrhunderts wurden in Deutschland mehrere Geschwindigkeitsweltrekorde für Schienenfahrzeuge aufgestellt. Auf der Militär-Eisenbahn Marienfelde–Zossen erreichte ein Drehstrom-Triebwagen der AEG am 28. Oktober 1903 210,2 km/h. Dieser Weltrekord hatte 28 Jahre lang Bestand. Erst am 21. Juni 1931 fuhr der von Franz Kruckenberg konstruierte und von einem Flugzeugpropeller am Heck angetriebene Schienenzeppelin auf der Berlin-Hamburger Bahn eine Geschwindigkeit von 230,2 km/h. Auf derselben Strecke ist auch eine Dampflokomotive schneller als 200 km/h gefahren: Am 11. Mai 1936 erreichte die Schnellzuglokomotive 05 002 200,4 km/h.

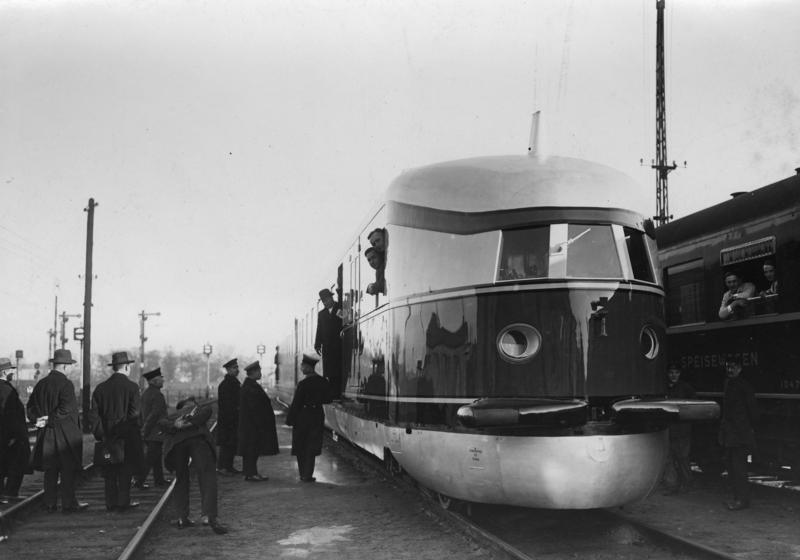
Mit dem DR-Triebwagen 877 „Fliegender Hamburger“ wurde ab 1933 zwischen Berlin und Hamburg die damals weltweit schnellste Zugverbindung hergestellt.

Aber auch planmäßig erreichten die Züge des Schnelltriebwagen-Netzes der Deutschen Reichsbahn bereits vor dem Zweiten Weltkrieg eine Geschwindigkeit von 160 km/h. Diese Geschwindigkeit wurde in Deutschland erst durch den Rheingold ab Mai 1962 wieder erreicht. Hierfür kamen elektrische Lokomotiven der Baureihe E 10.12 zum Einsatz. Die Dieseltriebzüge der DB-Baureihe VT 11.5 waren nur für 140 km/h zugelassen und eine 1974 in Dienst gestellte 160 km/h schnelle Variante mit Gasturbinen bewährte sich nicht im Betrieb. Zudem schritt die Elektrifizierung der Strecken in Deutschland weiter voran. Ab Mai 1967 ließ eine Neufassung der Eisenbahn-Bau- und Betriebsordnung in der Bundesrepublik Deutschland wieder allgemein eine Geschwindigkeit von 160 km/h zu.
Während der Internationalen Verkehrsausstellung in München im Juni 1965 fuhren täglich Züge mit 200 km/h auf der Bahnstrecke München–Augsburg. Ab Mai 1968 erreichten die Züge „Blauer Enzian“ und „Rheinblitz“ auf der gleichen Strecke fahrplanmäßig eine Geschwindigkeit von 200 km/h.
In den frühen 1960er Jahren begann die „Gruppe für allgemeine Studien“ im Auftrag der damaligen Deutschen Bundesbahn mit der Planung eines Schnellfahrnetzes von 3.200 km Umfang. Dabei waren rund 250 km Neubaustrecken vorgesehen, der längste Neubau sollte zwischen Hamburg und Celle mit einer Länge von 92 km errichtet werden. Die mit 200 km/h befahrbare „Schnellstverkehrsstrecke“ zwischen Hamburg und Hannover sollte die Streckenlänge um 27 km und die Reisezeit auf 60 Minuten verkürzen. Insgesamt sollten 1.958,7 km mit 200 km/h befahrbaren Strecken zwischen Hamburg und Basel sowie zwischen Salzburg und Emmerich am Rhein erreicht werden. Aus diesem nicht realisierten Konzept flossen einige Grundelemente in die späteren Strecken ein. Die Überlegungen gelten als Anstoß für die Entwicklungen zu einem Hochgeschwindigkeitsnetz in Deutschland.
1968 begann eine Arbeitsgruppe im Bundesverkehrsministerium mit den Arbeiten für den ersten Bundesverkehrswegeplan. Zum 1. Oktober 1969 wurde dazu in der Bundesbahndirektion Frankfurt eine Entwurfs- und Planungsabteilung eingerichtet. In seiner Regierungserklärung vom 28. Oktober 1969 kündigte Bundeskanzler Willy Brandt an, seine Regierung werde die Vorarbeiten für ein Schnellverkehrssystem für mehr als 200 km/h vorantreiben. Das 1970 vorgelegte Ausbauprogramm für das Netz der Deutschen Bundesbahn sah bereits sechs Neubaustrecken mit einer Gesamtlänge von rund 1.100 km vor. Ende 1971 wurde die Studie über ein Hochleistungsschnellverkehrssystem vorgestellt.
In dem am 19. September 1973 vorgestellten Bundesverkehrswegeplan 1973 waren dabei sieben Neu- sowie acht Ausbaustrecken vorgesehen. In der Frühphase der Planung wurde für die zunächst als „Hochleistungsschnellbahnen“ bezeichneten Neubaustrecken eine Höchstgeschwindigkeit von 300 km/h bei Mindestbogenhalbmessern von 7.000 Metern vorgesehen. Das Lichtraumprofil sollte gegenüber dem Bestandsnetz in ersten Überlegungen besonders groß ausgeführt werden. Auf 4,30 Meter Breite und 5,60 Meter Höhe (über Schienenoberkante) sollten dabei auch Lastzüge in geschlossenen Eisenbahnwagen als Huckepackverkehr Platz finden und, zur Entlastung der Straßen vom Schwerverkehr, mit Hochgeschwindigkeit transportiert werden. Überlegt wurde auch, die Strecken dreigleisig auszuführen, um bei Bauarbeiten und weiteren Betriebsstörungen einen zuverlässigen Verkehr auf zwei Gleisen abwickeln zu können. Die vorgesehene lichte Höhe wäre auch ausreichend, zwei Container übereinander zu transportieren, was jedoch erst einige Jahre später in den USA konzeptionell entwickelt und anschließend umgesetzt wurde. 1972 wurde die Forschungsgemeinschaft Rad/Schiene gegründet, um die Grenzen des Rad-Schiene-Systems im Fernverkehr zu untersuchen.
Zwischen 1971 und 1985 sollten insgesamt 31 Milliarden D-Mark investiert werden. Geplant waren damit der Neubau von rund 950 km und der Ausbau von rund 1.250 km Strecken. Die Neubaustrecken sollten dabei für eine Höchstgeschwindigkeit von 300 km/h konzipiert werden. 1973 begann mit dem ersten Spatenstich für die Neubaustrecke Hannover–Würzburg der Bau der ersten Hochgeschwindigkeitsstrecke in Deutschland und der ersten Fernverkehrsstrecke seit dem Zweiten Weltkrieg. 1976 folgte der Baubeginn der Neubaustrecke Mannheim–Stuttgart.
1977 wurde auf einem 42,7 km langen Abschnitt der Bahnstrecke München–Augsburg der Betrieb mit 200 km/h aufgenommen. Erstmals wurde diese Geschwindigkeit im fahrplanmäßigen, regelmäßigen Reisezugverkehr in Deutschland erreicht.
Zum Fahrplanwechsel im Sommer 1978 gingen auf den Streckenabschnitten Augsburg–Donauwörth, Langenhagen–Uelzen und Bremen–Hamburg weitere 130 km Schnellfahrabschnitte für den planmäßigen Betrieb mit 200 km/h in Betrieb. Bis 1987 folgten 14 weitere Ausbau-Abschnitte für 200 km/h. Zum Fahrplanwechsel im Mai 1981 standen Schnellfahrabschnitte mit einer Gesamtlänge von 256,3 km zur Verfügung. 1986 war das Netz der mit 200 km/h befahrbaren Streckenabschnitte auf eine Länge von 470 km angewachsen, bis Ende 1988 auf 640 km.

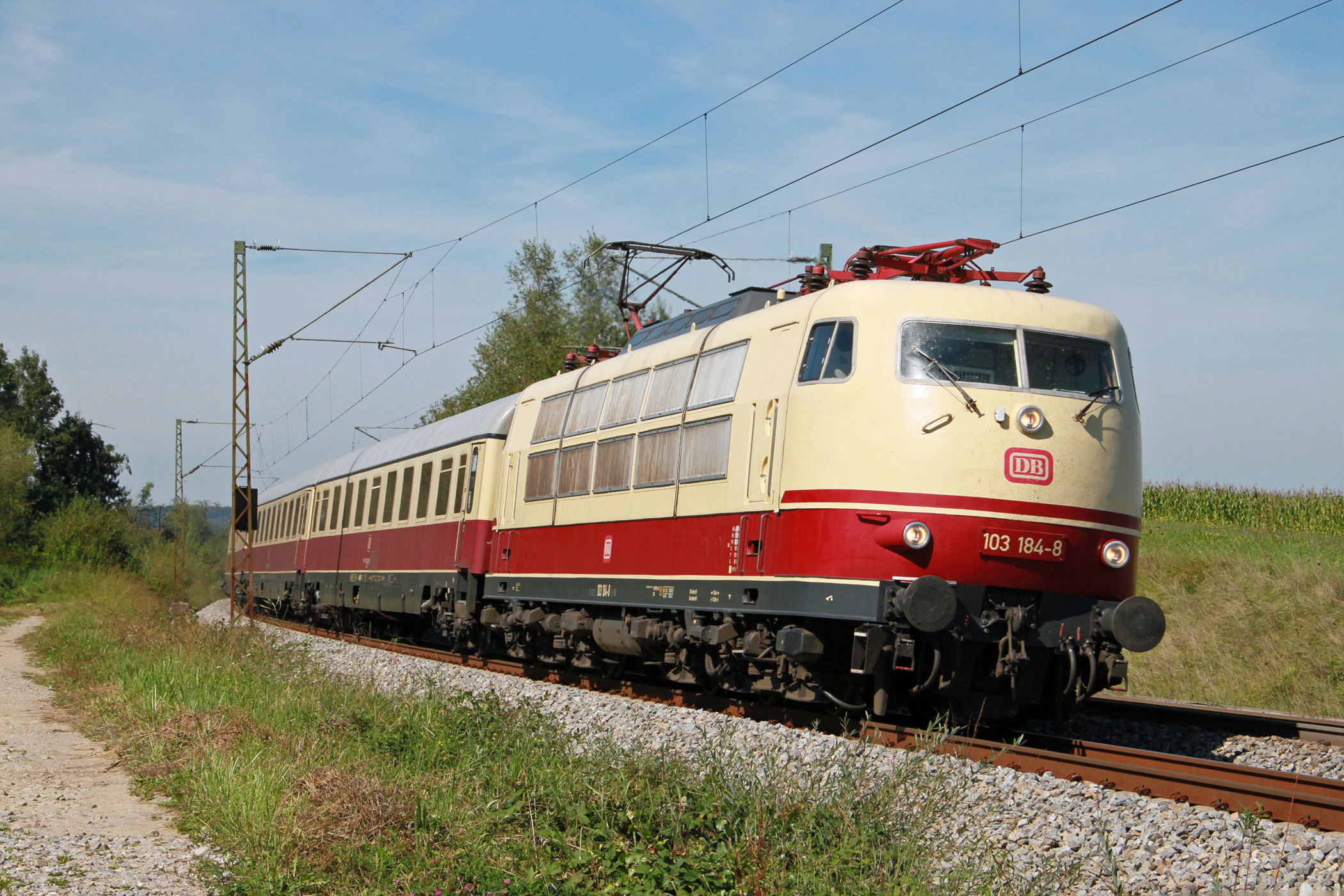
Ab 1977 erreichten mit Lokomotiven der Baureihe 103 bespannte Intercity-Züge regelmäßig 200 km/h.

Am 1. Mai 1988 stellte der InterCityExperimental als vierteilige Einheit auf der Schnellfahrstrecke Hannover–Würzburg bei Gemünden am Main (Strecken-Km 287,956) mit 406,9 km/h einen Weltrekord für Schienenfahrzeuge auf.
Mit dem Beginn des fahrplanmäßigen ICE-Verkehrs am 2. Juni 1991 erfolgte die Inbetriebnahme der Neubaustrecken Hannover–Würzburg und Mannheim–Stuttgart, auf denen die Höchstgeschwindigkeit zunächst 250 km/h betrug. Damit wurde das Zeitalter des Hochgeschwindigkeitsverkehrs in Deutschland eingeläutet.
In die beiden insgesamt 427 km langen Schnellfahrstrecken wurden insgesamt 16 Milliarden D-Mark (rund acht Milliarden Euro) investiert (Preisstand: etwa 1991). Bis zu diesem Zeitpunkt standen sechs Ausbaustrecken für 200 km/h mit einer Gesamtlänge von rund 1.000 km zur Verfügung, die in einem bis 1985 schrittweise aufgebauten Koordinierten Investitionsprogramm für die Bundesschienenwege enthalten waren.
1990, vor vollständiger Inbetriebnahme der beiden neuen Strecken, rechnete die damalige Bundesbahn mit einem Reisendenzuwachs von 30 % im Fernverkehr nach Realisierung aller damals geplanten Infrastrukturmaßnahmen. In Korridoren mit besonders hohem Fahrgastaufkommen wurde ein Zuwachs von bis zu 70 % erwartet.
Kennzeichnend für deutsche Schnellfahrstrecken ist der enorme Aufwand, der für den Bau im oftmals mittelgebirgigen Gelände erforderlich ist. Etwa ein Viertel (Köln–Rhein/Main) bis die Hälfte (Streckenabschnitt Ebensfeld–Erfurt) der deutschen Schnellfahrstrecken verlaufen in Tunneln und auf Brücken. Lediglich die im Norddeutschen Tiefland liegende Schnellfahrstrecke Hannover–Berlin und einige Ausbaustrecken, darunter die für 230 km/h ertüchtigte Strecke Berlin–Hamburg, kommen ohne Tunnel aus.
Das Bundesverkehrsministerium hat – in Abweichung von der nach § 40 Nr. 2, S. 1 EBO zulässigen Höchstgeschwindigkeit von 250 km/h – nach § 3 Abs. 1 Nr. 1 EBO Ausnahmen für bis zu 300 km/h zugelassen, verbunden mit besonderen Sicherheitsauflagen. Erstmals ließ das Verkehrsministerium mit Entscheidung vom 24. März 1995 den Betrieb mit 280 km/h zu (ICE 1 auf der Schnellfahrstrecke Hannover–Würzburg, ohne Tunnel, sowie auf Abschnitten der Schnellfahrstrecke Mannheim–Stuttgart). Am 24. September 1996 wurde diese Ausnahmezulassung auf weitere Teile der Neubaustrecke Mannheim–Stuttgart sowie auf die zu diesem Zeitpunkt neuen ICE 2 ausgedehnt.

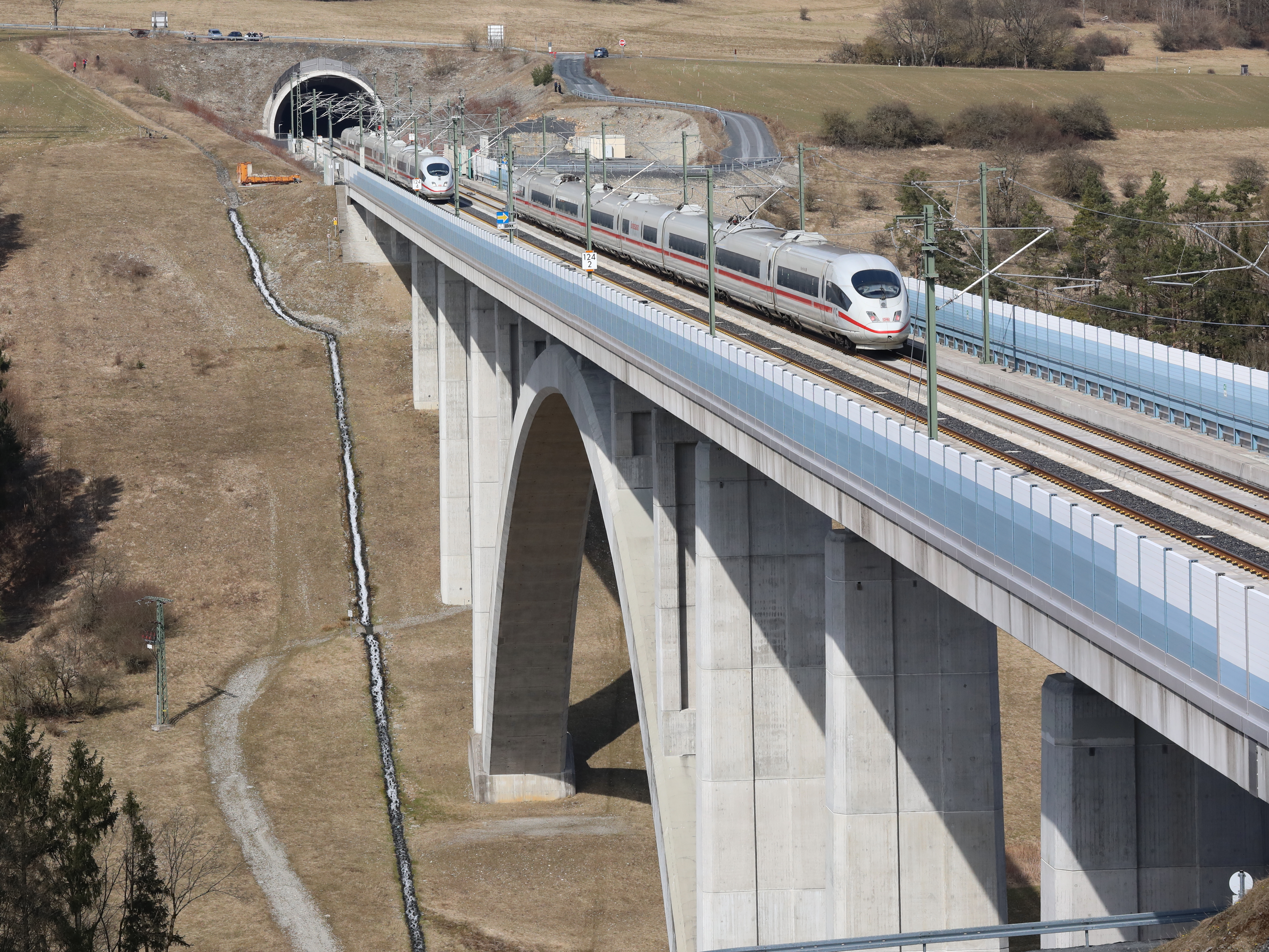
Zwei 300 km/h schnelle ICE 3 begegnen sich als ICE-Sprinter auf der Schnellfahrstrecke Nürnberg–Erfurt.

Mit Inbetriebnahme der Schnellfahrstrecke Köln-Rhein/Main am 1. August 2002 wurden mit dem ICE 3 erstmals in Deutschland fahrplanmäßig 300 km/h erreicht. Diese Geschwindigkeit wird mittlerweile auch auf den Strecken Ingolstadt–Nürnberg und Eltersdorf–Leipzig gefahren. In Frankreich beträgt die Höchstgeschwindigkeit von ICE-Zügen seit 2007 320 km/h.
Am 2. September 2006 stellte die heute bei den ÖBB im Einsatz befindliche 1216 050 (Typ ES64U4) auf der Schnellfahrstrecke Nürnberg–Ingolstadt zwischen Kinding und Allersberg mit 357 km/h einen Geschwindigkeitsweltrekord für elektrische Lokomotiven auf.

Etwa zeitgleich mit dem ICE 3 wurde der ICE-T  eingeführt, der dank Neigetechnik auch abseits der Schnellfahrstrecken höhere  Geschwindigkeiten erreicht. Als Ergänzung der ICE 3-Flotte (Baureihe 403 und Mehrsystemzüge der Baureihe 406) dienen 320 km/h schnelle Siemens Velaro (Baureihe 407 und die seit 2022 in Auslieferung befindliche Baureihe 408), da die zwischen 2017 und 2024 ausgelieferten ICE 4 nur für 250 km/h (7-Teiler) bzw. 265 km/h (12-Teiler und 13-Teiler) zugelassen sind. Ab 2025 kommen auf bis dato von EC/IC-Zügen betriebenen Linien 230 km/h schnelle lokbespannte ICE L von Talgo zum Einsatz.   

#### Estland, Lettland, Litauen

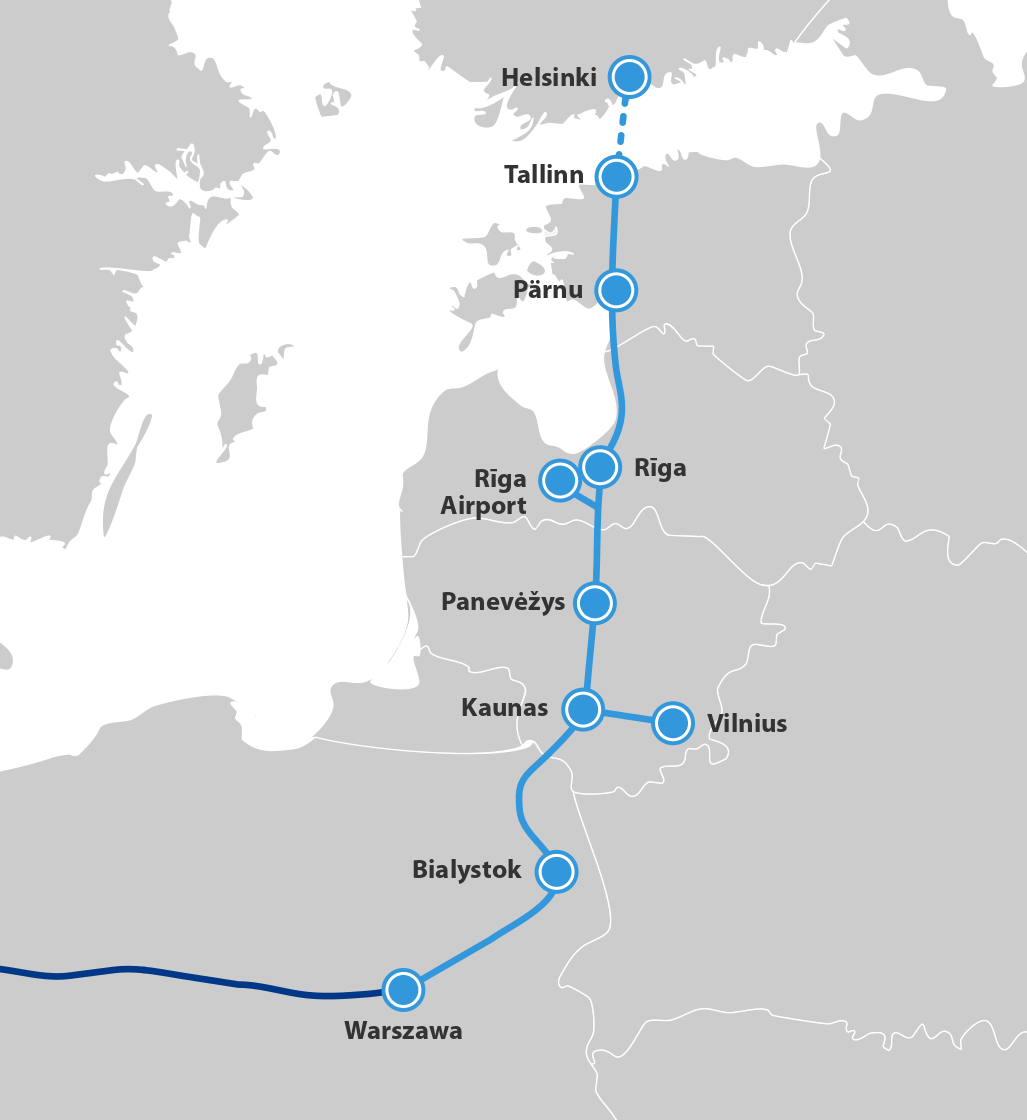
Rail Baltica

Die Rail Baltica ist eine im Bau befindliche Eisenbahnverbindung, die von Warschau über Kaunas und Riga nach Tallinn – mit Anschluss nach Helsinki durch Fähre oder den Helsinki-Tallinn-Tunnel – führen soll. Daran beteiligt sind die EU-Mitgliedsländer Polen, Litauen, Lettland, Estland und Finnland. Rail Baltica ist das prioritäre Projekt der Transeuropäischen Netze V 27.

#### Finnland

Streckengeschwindigkeiten in Finnland 2024

Quelle: Finnish Railway Network Statement 
Neben der 63 km langen und mit 220 km/h befahrbaren Neubaustrecke Kerava–Hakosilta (verbindet Helsinki mit Lahti) weist das finnische Schienennetz weitere 891 km Ausbaustrecken für eine Geschwindigkeit von 200 km/h auf. Im Wesentlichen verbindet dieses Netz die Hauptstadt Helsinki mit Turku im Westen, über Tampere mit Oulu im Norden und über Lahti mit Luumäki (Lappeenranta) im Osten, von wo die Züge weiter in Richtung Joensuu durchgebunden sind. Beispielsweise benötigt ein Pendolino Sm3 für die 682 km lange Strecke von Helsinki nach Oulu in Nordfinnland 5 Stunden und 21 Minuten, während die etwa 250 km zwischen Helsinki und Lappeenranta in 2 Stunden und 2 Minuten zurückgelegt werden.

#### Frankreich

Schnellfahrstrecken in Frankreich (TGV-Streckennetz)
Neubaustrecken in Frankreich
Altbaustrecken mit TGV-Verkehr
Neubaustrecken im angrenzenden Ausland
… geplante Strecken

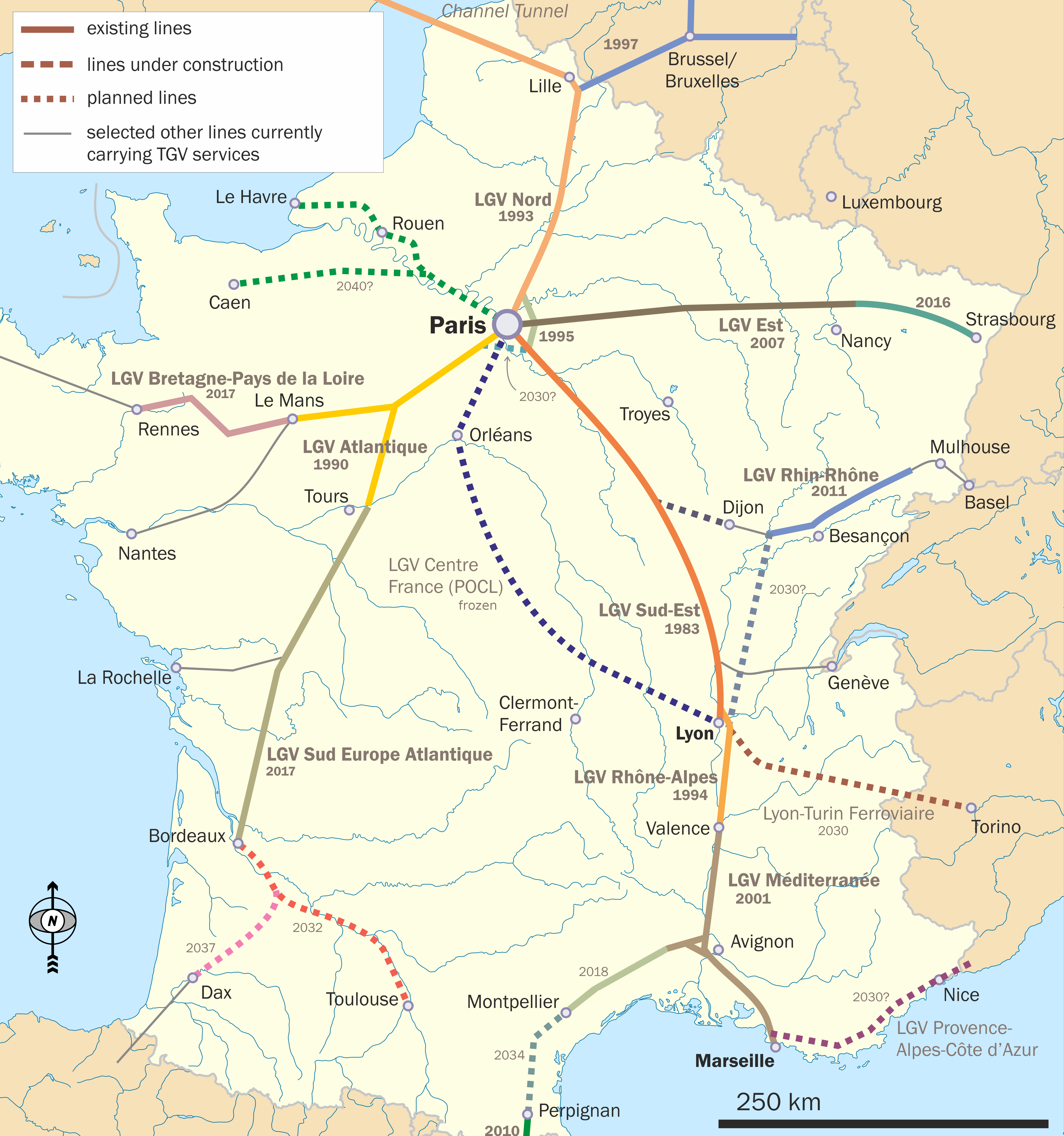
Schnellfahrstrecken in Frankreich

Schnellfahrstrecken heißen in Frankreich Lignes à grande vitesse, kurz LGV. Stand 2024 beträgt die gesamte Netzlänge 2.630 km (ohne ABS für 220 km/h). Hauptsächlich werden große Städte bedient und es verkehren fast ausschließlich Hochgeschwindigkeitszüge. Streckenweise ist Gleiswechselbetrieb eingerichtet.
Im Gegensatz zum Shinkansen können TGV-Züge auch Altstrecken befahren. Es bestehen an vielen Stellen Verknüpfungen zum Altnetz, wodurch bestehende Gleisanlagen genutzt, Gebiete ohne Neubaustrecken-Anschluss bedient und bestehende Gleise in Großstädten (kostensparend) genutzt werden können.
Neuere Strecken sind für eine Geschwindigkeit von 350 km/h ausgelegt, obwohl im planmäßigen Betrieb nur 320 km/h erreicht werden.
Das Netz ist weitgehend sternförmig auf Paris ausgerichtet, obwohl es mit der LGV Rhin-Rhône eine erste tangentiale Strecke gibt. Beispiele sich hieraus ergebender Fahrzeiten ab Paris: Lille (Norden) in 1:03, Straßburg (Osten) in 1:44, Marseille (Süden) in 3:04, Bordeaux (Westen) in 2:03. Dementsprechend reduziert sich die Fahrzeit darüber hinausgehender nationaler und internationaler Verbindungen.

##### Geschichte
Ab 1967 wurde im kommerziellen Betrieb die Höchstgeschwindigkeit von 200 km/h eingeführt, zunächst zwischen Paris und Toulouse (Le Capitole) und wenig später auch zwischen Paris und Bordeaux (L’Aquitaine und L’Etendard). Auf letzterer Verbindung wurden Reisegeschwindigkeiten bis 145 km/h erreicht, was für konventionelle Strecken Weltrekord bedeutete.
Seit Mitte der 1960er-Jahre wurde in Frankreich das TGV-Konzept entwickelt. Sein Hauptmerkmal besteht in der integrierten, konsequent durchdachten Planung einer relativ einfachen, speziell für den schnellen Personenfernverkehr konzipierten Infrastruktur und eines darauf abgestimmten Rollmaterials mit hohem Steigvermögen und begrenzten Achslasten. Technisch kam dieses Konzept ohne größere Innovationen aus, sieht man einmal vom ursprünglich vorgesehenen Einsatz von Gasturbinenzügen ab. Das seinerzeit als Zukunftslösung gepriesene „Turbotrain“-Antriebskonzept wurde erst wenige Jahre vor Betriebsaufnahme unter dem Eindruck der Ölkrise von 1975 zugunsten eines elektrischen Antriebs aufgegeben.
Mit der Eröffnung des 274 km langen südlichen Teilstücks der LGV Sud-Est zwischen Saint-Florentin und Lyon am 22. September 1981 erfolgte die Aufnahme des Hochgeschwindigkeitsverkehrs in Frankreich. Die Höchstgeschwindigkeit von zunächst 260 km/h wurde mit Fertigstellung der Gesamtstrecke Paris–Lyon im Jahr 1983 auf 270 km/h angehoben. Seit dem Abschluss von Modernisierungsarbeiten 2001 erreichen TGV auf der LGV Sud-Est 300 km/h. LGV Rhône-Alpes (eröffnet 1994) und LGV Méditerranée (eröffnet 2001) bilden zusammen eine Fortsetzung nach Süden bis Marseille und Nîmes.
1989 ging mit der LGV Atlantique von Paris nach Le Mans bzw. Tours die zweite Strecke in Betrieb. Danach folgte 1993 die LGV Nord, die Paris mit dem Eurotunnel (Anschluss an die High Speed 1 nach London) und der belgischen Grenze (geht dort in die HSL 1 nach Brüssel über) verbindet.
Seit 1994 gibt es mit der LGV Interconnexion Est eine Umfahrung von Paris, die die aus verschiedenen Richtungen auf die Hauptstadt zulaufenden Schnellfahrstrecken miteinander verbindet, was durchgehende Verbindungen z. B. von Brüssel nach Marseille ermöglicht.
Am 13. Oktober 1997 gaben die SNCF das TGV-Netz in Nachtstunden für den schnellen Güterverkehr frei. Zunächst verkehrten zwei Stückgüterzüge mit einer Geschwindigkeit von 160 km/h zwischen Paris und Orange.
Der TGV V150 stellte am 3. April 2007 einen neuen Geschwindigkeitsweltrekord für Rad-Schiene-Fahrzeuge auf. Der speziell für die Rekordfahrt zusammengestellte Zug erreichte auf der LGV Est européenne eine Geschwindigkeit von 574,79 km/h. Auf dem ersten 301 km langen Westabschnitt dieser Strecke wurde am 10. Juni 2007 der Regelbetrieb aufgenommen.

2010 ging die LGV Perpignan–Figueres (E) in Betrieb. Mit Ausnahme der in Planung befindlichen LGV Montpellier–Perpignan besteht heute eine durchgehende Schnellfahrstrecke von Paris bis Barcelona. Auf dem noch fehlenden Abschnitt benutzen TGV die Bestandsstrecke.    

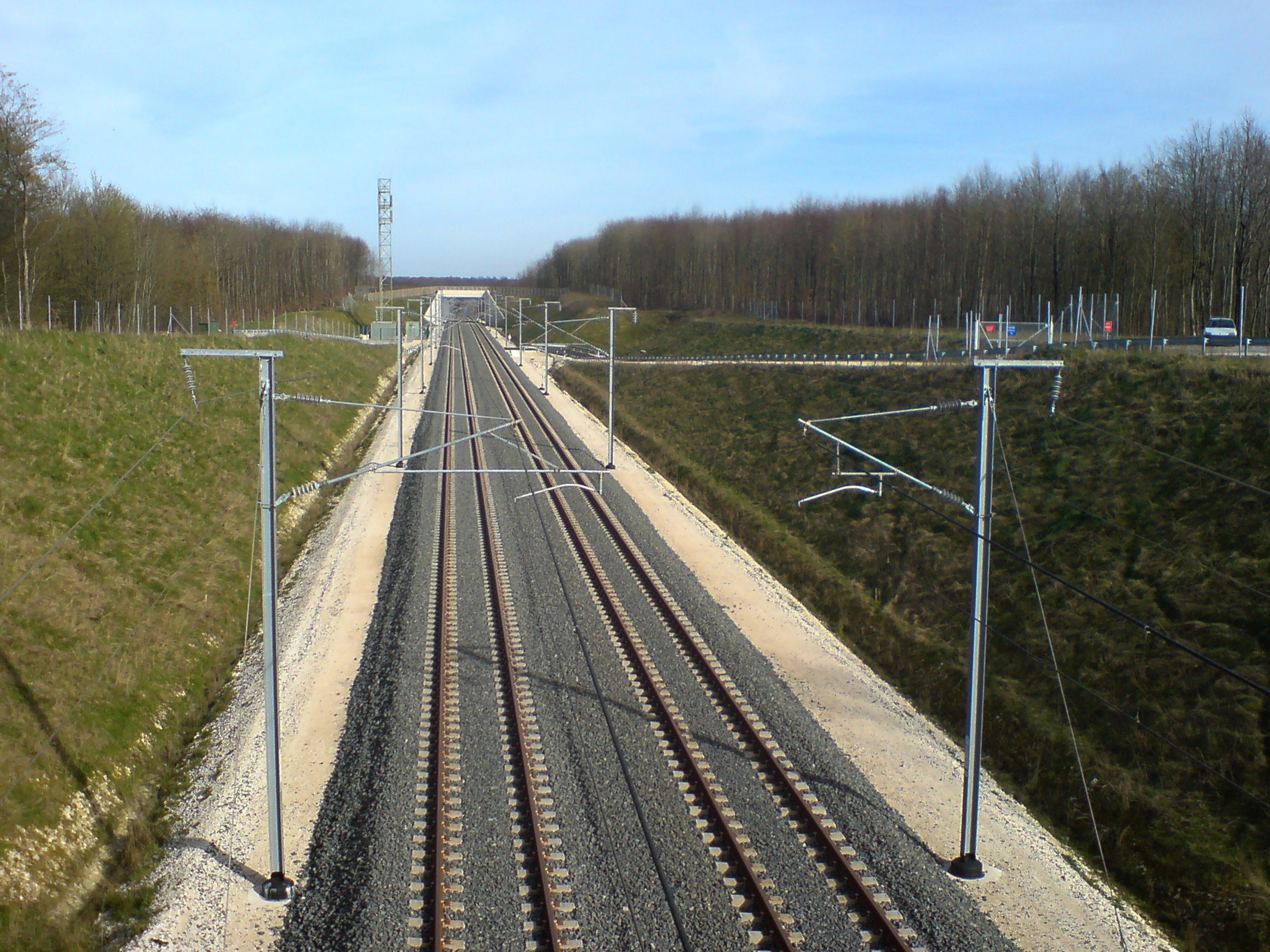
Die LGV Est européenne, hier beim Streckenkilometer 217 in der Nähe des Bahnhofs Meuse, wird von TGV und ICE mit 320 km/h befahren.

Der erste Abschnitt der ersten Querverbindung, die LGV Rhin-Rhône, die Belfort mit Dijon verbindet, wurde 2011 fertiggestellt. Neben den Relationen Paris–Zürich und Luxemburg–Montpellier/Marseille, verkehrt auf ihr der tägliche TGV von Frankfurt am Main nach Marseille
Seit dem 3. Juli 2016 ist der 106 km lange zweite Abschnitt der LGV Est européenne in Betrieb, welcher bis Straßburg führt und 2,01 Milliarden Euro gekostet hat. Hierfür musste der 4.020 m lange Tunnel de Saverne gebaut werden, der den Hauptkamm der Vogesen unterquert.
2017 wurden die Strecken Sud Europe Atlantique (340 km lange Verlängerung der LGV Atlantique von Tours über Poitiers nach Bordeaux) und Bretagne-Pays de la Loire (219 km lange Verlängerung der LGV Atlantique zwischen Le Mans und Rennes, mit Anbindung von Nantes) in Betrieb genommen. Deren Finanzierung erfolgte erstmals über ein Betreibermodell.

Der Contournement de Nîmes et Montpellier wird seit Juli 2018 von TGV befahren.

#### Italien

Schnellfahrstrecken in Italien 2012

Das entstehende italienische Schnellfahrnetz besteht aus zwei großen Achsen, die sich zu einer T-Form zusammenfügen: Turin–Venedig (zwischen Brescia und Padua noch im Bau befindlich) und Mailand–Neapel (fertiggestellt). Hauptziel sind schnelle Verbindungen zwischen den großen Zentren. Die kürzeste Fahrzeit zwischen den beiden größten Städten Italiens, Mailand und Rom, beträgt 2 Stunden und 50 Minuten. Dank zahlreicher Anbindungen ans Stammnetz wird aber auch die Erschließung der Regionen verbessert. Die Neubaustrecken sind mit 25 kV bei 50 Hz Wechselspannung elektrifiziert und damit mit dem Altnetz (3000 V Gleichspannung) ohne den Einsatz von Mehrsystemfahrzeugen inkompatibel; dennoch sollen neben Hochgeschwindigkeitszügen auch langsamere Züge wie IC, Nachtzüge und Güterzüge (nachts) verkehren.
Die Strecken sind für 300 km/h und eine Achslast von 25 t ausgelegt. Sie weisen eine maximale Gradiente von 18 ‰ (im Tunnel 15 ‰), sowie einen minimalen Bogenradius von 5450 m (bei einer Überhöhung bis 105 mm) auf. Der Gleisabstand beträgt 5 m.

##### Geschichte
Eine der ersten Neubauten überhaupt (im Sinne von parallel zu bereits bestehenden Anlagen verlaufend) war die im ausgehenden 19. Jahrhundert vollendete Succursale dei Giovi zwischen Genua und der Poebene.
Noch vor dem Zweiten Weltkrieg wurden neue Strecken in gestreckter Trassierung, im Italienischen eine sogenannte Direttissima, zwischen Rom und Neapel (via Formia) sowie zwischen Bologna und Florenz erbaut. In einer Rekordfahrt legte am 20. Juli 1939 ein ETR 200-Schnelltriebwagen die Strecke Mailand–Florenz in 115 Minuten (mit durchschnittlich 165 km/h und maximal 203 km/h) zurück.
Als erste europäische Neubaustrecke für Hochgeschwindigkeitsverkehr in der Nachkriegszeit gingen ab 1976 erste Teile der italienischen Direttissima Florenz–Rom (254 km) in Betrieb, die für 250 km/h ausgelegt ist. Mit Schnelltriebwagen älterer Bauart wurden anfänglich bis 180 km/h erreicht. Seit 1985 fuhren lokbespannte Züge mit 200 km/h; die zulässige Streckengeschwindigkeit konnte jedoch erst mit dem Erscheinen der neuen Triebzug-Bauart ETR 450 (ab 1988) voll ausgenutzt werden. 1992 wurde schließlich der letzte Abschnitt des Direttissima-Projekts (bei Florenz) fertiggestellt.
Ähnlich wie in Frankreich und Deutschland wurde in Italien seit den siebziger beziehungsweise den frühen achtziger Jahren – in Abhängigkeit von der Einführung und Weiterentwicklung der Sicherungstechnik (Führerstandssignalisierung) – auch auf geeigneten bestehenden Trassen mit höherer Geschwindigkeit gefahren. Vor 1985 blieben die im fahrplanmäßigen Betrieb erzielbaren Geschwindigkeiten dabei auf 180 km/h begrenzt. Erreicht wurden diese auf den beiden „alten“ Direttissima Rom–Neapel und Florenz–Bologna, sowie einzelnen Abschnitten der Strecken Mailand–Bologna und Bologna–Bari. Auf einem Teil dieser Strecken wurde die maximale Geschwindigkeit ab 1985 auf 200 km/h erhöht.
Für den Betrieb der Neubaustrecken vergaben die Italienischen Eisenbahnen im Februar 1992 den Auftrag über eine erste Serie von 30 Zügen des Typs ETR 500. Die Kosten dieser noch für Gleichstrom konzipierten Züge beliefen sich auf 37,9 Milliarden Lire (etwa 26 Millionen Euro) pro Einheit (Preisstand: 1992). Später wurde auch eine Zweisystemversion dieser Bauart beschafft. Die Gleichstromtriebköpfe werden nun für die Bespannung hochwertiger konventioneller Züge verwendet. Auf den Schnellfahrstrecken kommen heute neben ETR 500 und ETR 1000 verschiedene Pendolino-Bauarten zum Einsatz.
Ende der neunziger Jahre des letzten Jahrhunderts begann die von der Staatsbahn abgekoppelte Unternehmung Treno Alta Velocità (TAV) mit dem Bau weiterer Neubaustrecken, die für eine Geschwindigkeit von 300 km/h ausgelegt sind. Im Zusammenhang damit wurden überdies Bahnhöfe neu- oder umgebaut. Dazu zählen die Stationen Torino Porta Susa, Bologna Centrale, Firenze Belfiore, Roma Tiburtina und Napoli-Afragola.
Seit der Eröffnung der letzten noch fehlenden Abschnitte zwischen Novara und Mailand sowie zwischen Bologna und Florenz zum 13. Dezember 2009 verfügt Italien über eine durchgehende Schnellfahrstrecke von Turin über Mailand, Bologna, Florenz, Rom und Neapel bis nach Salerno. Hohe Kosten verursachte die Auslegung für Personen- und Güterverkehr. Die Nord-Süd-Magistrale verläuft auf 145 km in Tunneln, zu 94 km auf Brücken und ist an 24 Punkten mit dem übrigen Netz verknüpft. Zusätzlich wurden mehrere neue Bahnhöfe gebaut.
Ebenfalls zum 13. Dezember 2009 wurde die Zahl der Züge angehoben, zwischen Rom und Mailand beispielsweise auf vier Fahrten pro Stunde und Richtung zur Hauptverkehrszeit. Mit dem 2012 erfolgten Markteintritt des Unternehmens Nuovo Trasporto Viaggiatori wird eine Belebung des Fernverkehrsmarktes erwartet.
Der Bau des ersten Abschnittes einer 135 km langen Hochgeschwindigkeitsstrecke von Mailand nach Genua (zwischen Genua und Tortona) wurde im Herbst 2013 nach langen Verzögerungen begonnen. Außerdem entstehen internationale Verbindungen nach Frankreich (Mont-Cenis-Basistunnel), nach Deutschland via Schweiz (Neat) und via Österreich (Brennerbasistunnel) sowie nach Slowenien.
Zusätzlich zum Hochgeschwindigkeitsnetz sind für den Fernverkehr mehrere Bestandsstrecken im Ausbau, die jedoch weiterhin mit Gleichspannung betrieben werden.
Bei Versuchsfahrten erreichte ein Frecciarossa ETR 1000 in der Nacht auf den 26. Februar 2016 393,8 km/h.

#### Norwegen
Norwegen besitzt seit 2022 ein Schnellfahrstreckennetz von etwa 140 km Gesamtlänge. Die netzweite Einführung von ETCS bis 2034 soll auf den meisten Strecken Geschwindigkeiten von bis zu 250 km/h ermöglichen. Aktuell ist dort ATC verbaut, welches maximal 200 km/h erlaubt. Die einzige Ausnahme ist die Gardermobanen, wo unter ATC ausnahmsweise 210 km/h möglich sind.

#### Österreich

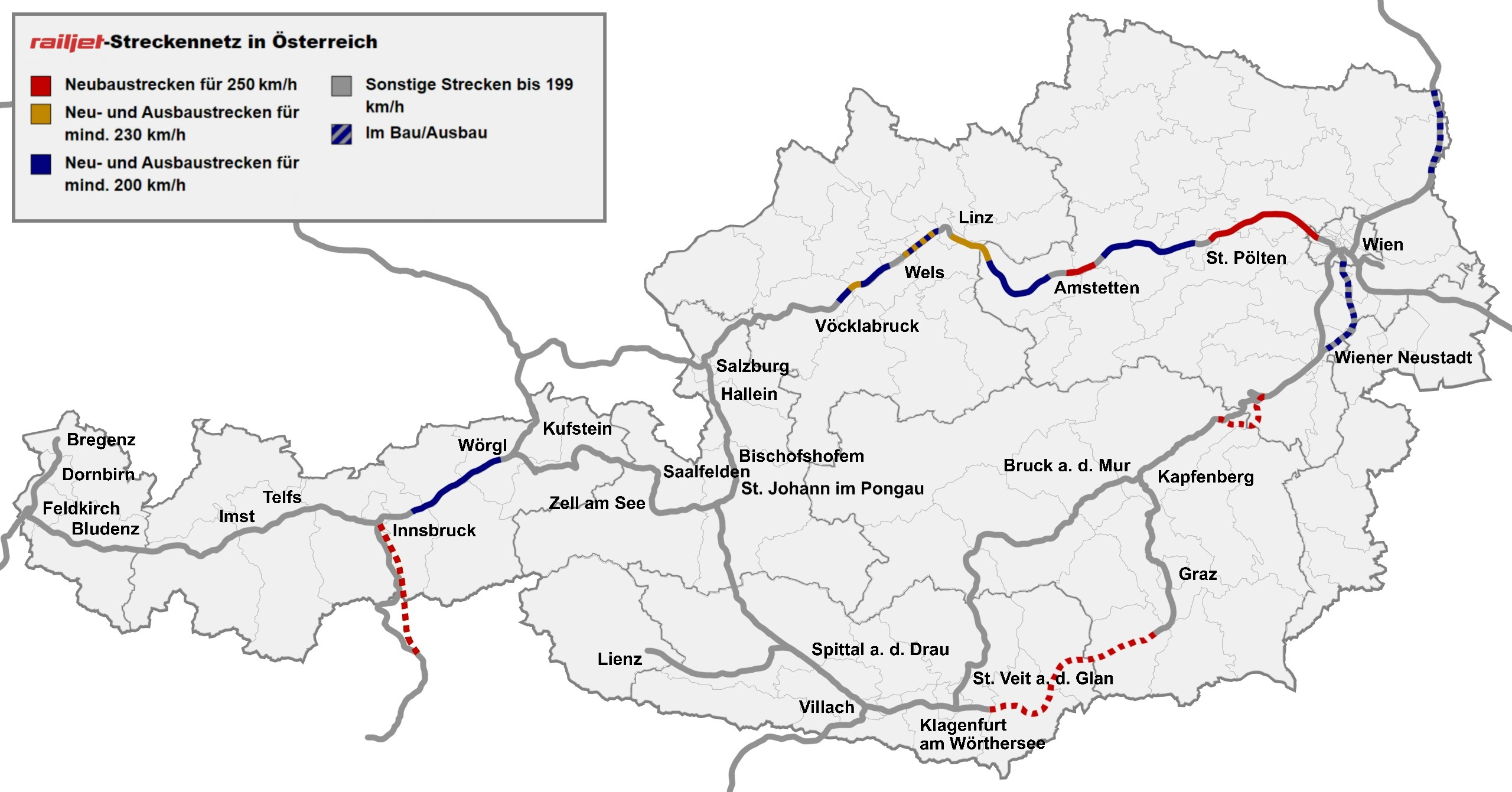
Schnellfahrstrecken in Österreich

In Österreich ist die Westbahn als Sonderfall zu betrachten. Diese besteht zwischen Wien und Linz (zukünftig bis Wels) aus jeweils zwei zweigleisigen Hochleistungsstrecken mit betrieblich sinnvollen Verknüpfungspunkten. Die Neubaustrecke (neue Westbahn) wird von Railjets und ICE-T-Zügen mit einer Höchstgeschwindigkeit von 230 km/h befahren.
Der anschließende Abschnitt der Bestandsstrecke erlaubt zwischen Linz und Wels 200 km/h und zwischen Wels und Attnang-Puchheim bis zu 230 km/h.
Somit besteht eine durchgehende Schnellfahrstrecke von Wien über St. Pölten, Linz und Wels bis nach Attnang-Puchheim. Eine Lücke stellt der verbleibende ca. 70 km lange Abschnitt zwischen Attnang-Puchheim und Salzburg dar. Geplant ist hier eine Neubaustrecke Salzburg–Köstendorf. Im Rahmen der Studie Zielnetz 2040 wird auch eine alternative Streckenführung von Wels Richtung München über Braunau am Inn und Mühldorf geprüft (Neue Innkreisbahn).
Im Rahmen der Zulassung der neuen Westbahn stellte der ICE S mit 336,4 km/h einen neuen österreichischen Geschwindigkeitsrekord auf.
Die neue Unterinntalbahn stellt die nördliche Zulaufstrecke des Brennerbasistunnels dar und wird seit der Eröffnung 2012 mit einer Geschwindigkeit von 220 km/h befahren.
Von Wien Hbf fahren Railjets über die Westbahn, das deutsche Eck mit der Rosenheimer Schleife und die neue Unterinntalbahn nach Innsbruck in 4 Stunden und 16 Minuten.

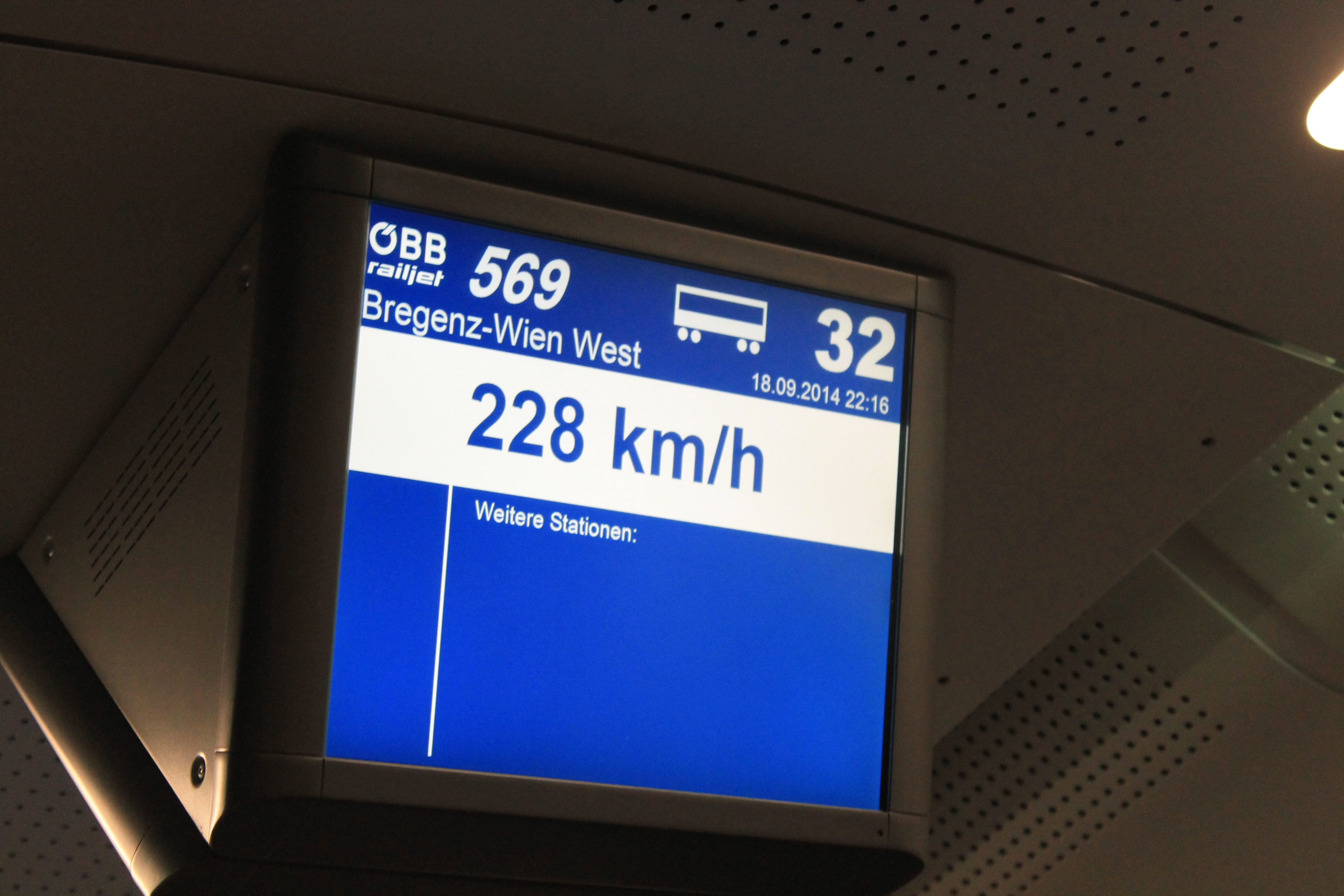
Fahrgastinformation im ÖBB-Railjet, der auf der Westbahn 230 km/h erreicht.

Ein Ausbauvorhaben in Österreich ist die Südbahn. Derzeit führt die Stammstrecke nördlich an Graz vorbei über Leoben nach Klagenfurt. Sie macht somit entweder nur eine Direktverbindung zwischen Wien und Klagenfurt oder zwischen Wien und Graz möglich. Ziel ist es hier, durch den Semmering-Basistunnel und die Koralmbahn, eine Hochleistungs- und größtenteils Schnellfahrstrecke von Wien über Bruck an der Mur, Graz und Klagenfurt nach Villach zu ermöglichen. Der Semmering-Basistunnel, der zukünftig die kurvenreiche Semmeringbahn entlastet, ermöglicht einen Fahrzeitgewinn von ca. 30 Minuten.
Die Fahrzeit zwischen Graz und Klagenfurt reduziert sich nach Inbetriebnahme der Koralmbahn im Dezember 2025 von derzeit knapp drei Stunden auf 45 Minuten. Für Entlastung auf der Südbahn im Großraum Wien sorgt die seit 2023 zweigleisige Pottendorfer Linie. Damit stehen zwischen Wien und Wiener Neustadt vier Gleise zur Verfügung.
Die Marchegger Ostbahn, die Wien mit Bratislava verbindet, wird bis 2025 zweigleisig ausgebaut, elektrifiziert und für eine Geschwindigkeit von 200 km/h ertüchtigt. Ab 05. Juli 2025 beträgt die Fahrzeit von Wien Hbf nach Bratislava hl.st. nur noch 47 Minuten.

Auf der Nordbahn soll die Höchstgeschwindigkeit im Abschnitt zwischen Stillfried und tschechischer Grenze bei Břeclav ebenfalls auf 200 km/h angehoben werden.

#### Polen
Als Express InterCity Premium verkehren Triebzüge der PKP-Baureihe ED250 mit bis zu 200 km/h auf der Strecke Krakau/Kattowitz–Warschau–Danzig. Von Krakau nach Danzig dauert die Fahrt 4 Stunden und 50 Minuten (620 km).

#### Portugal
In Portugal legen die Alfa Pendular mit Neigetechnik die 655 km lange Strecke Porto–Lissabon–Faro in 5 Stunden und 43 Minuten zurück und erreichen dabei abschnittsweise 220 km/h.

#### Russland
Die Verbindung mit finnischen Pendolinos Sm6 zwischen Helsinki und Sankt Petersburg wurde Ende März 2022 in Folge des russischen Überfalls auf die Ukraine eingestellt (so wie der gesamte Reisezugverkehr von europäischen Staaten nach Russland und Belarus). Von den auf der Schnellfahrstrecke Sankt Petersburg–Moskau als Sapsan eingesetzten Siemens Velaro bestellte die russische Staatsbahn im Juni 2019 eine 13 Züge umfassende dritte Bauserie, von denen neun wegen der Sanktionen gegen das russische Regime nicht mehr zur Auslieferung kamen. Auch die Instandhaltung der 20 in Betrieb befindlichen Züge wurde durch Siemens ausgesetzt. Abgeschlossen war ein Wartungsvertrag mit einer Laufzeit von 30 Jahren.

#### Schweden

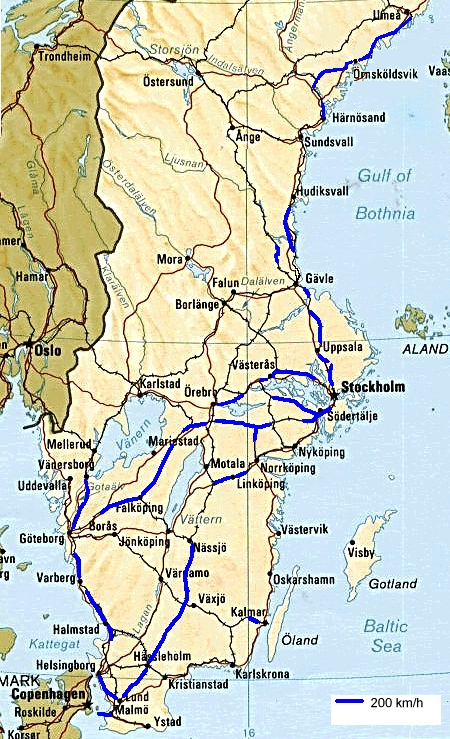
Strecken mit 200 km/h oder mehr

Ein „Gröna tåget“ („Grüner Zug“) genanntes Forschungsprojekt hat bis 2012 fehlende Erfahrungen im Hochgeschwindigkeitsverkehr gesammelt. Im Rahmen dieses Projekts wurde ein umgebauter Triebzug vom Typ Regina eingesetzt, der im September 2008 einen neuen schwedischen Geschwindigkeitsrekord von 303 km/h erreichte.
Trotz der Trassierung einiger Strecken für 250 km/h verfügt die schwedische Eisenbahn SJ derzeit über keine für mehr als 200 km/h zugelassenen Fahrzeuge. Die aktuell im  Personenfernverkehr eingesetzten Neigetechnikzüge X2 werden für den Betrieb von weiteren 20–25 Jahren grundlegend modernisiert. Der umgerechnet 400 Mio. Euro kostende und bis 2025 andauernde Umbau umfasst den Austausch der Computer- und Antriebssysteme, neue Drehgestellrahmen, die Erneuerung der Inneneinrichtung und den Einbau von ETCS-Fahrzeuggeräten. An den Kosten scheiterte dagegen der Plan, die Höchstgeschwindigkeit der Triebzüge für den Einsatz auf der neu erbauten und mit ETCS ausgerüsteten Botniabanan auf 250 km/h zu erhöhen. Am 5. April 2022 wurde mit Alstom ein Vertrag zur Lieferung von 25 fünfteiligen und 250 km/h schnellen Hochgeschwindigkeitszügen des Typs Zefiro Express unterzeichnet, die die Flotte der modernisierten X2-Züge ergänzen sollen. Die Züge im Wert von rund 650 Millionen Euro verfügen über 363 Sitzplätze, sind für den Betrieb bei Temperaturen von bis zu −40 °C ausgelegt und werden ab 2026 ausgeliefert.
Die für den Einsatz von Neigetechnik ausgelegte Strecke Göteborg–Malmö wurde zweigleisig ausgebaut und mit einer Entwurfsgeschwindigkeit von 250 km/h zum größten Teil neu trassiert. 2015 eröffnete der. die Reisezeit um 15 Minuten verkürzende Hallandsåstunnel.
Zudem verkehren die bogenschnellen X2 mit bis zu 200 km/h von Stockholm nach Umeå (über Sundsvall), Kopenhagen (über Malmö), Göteborg und Oslo.

#### Schweiz

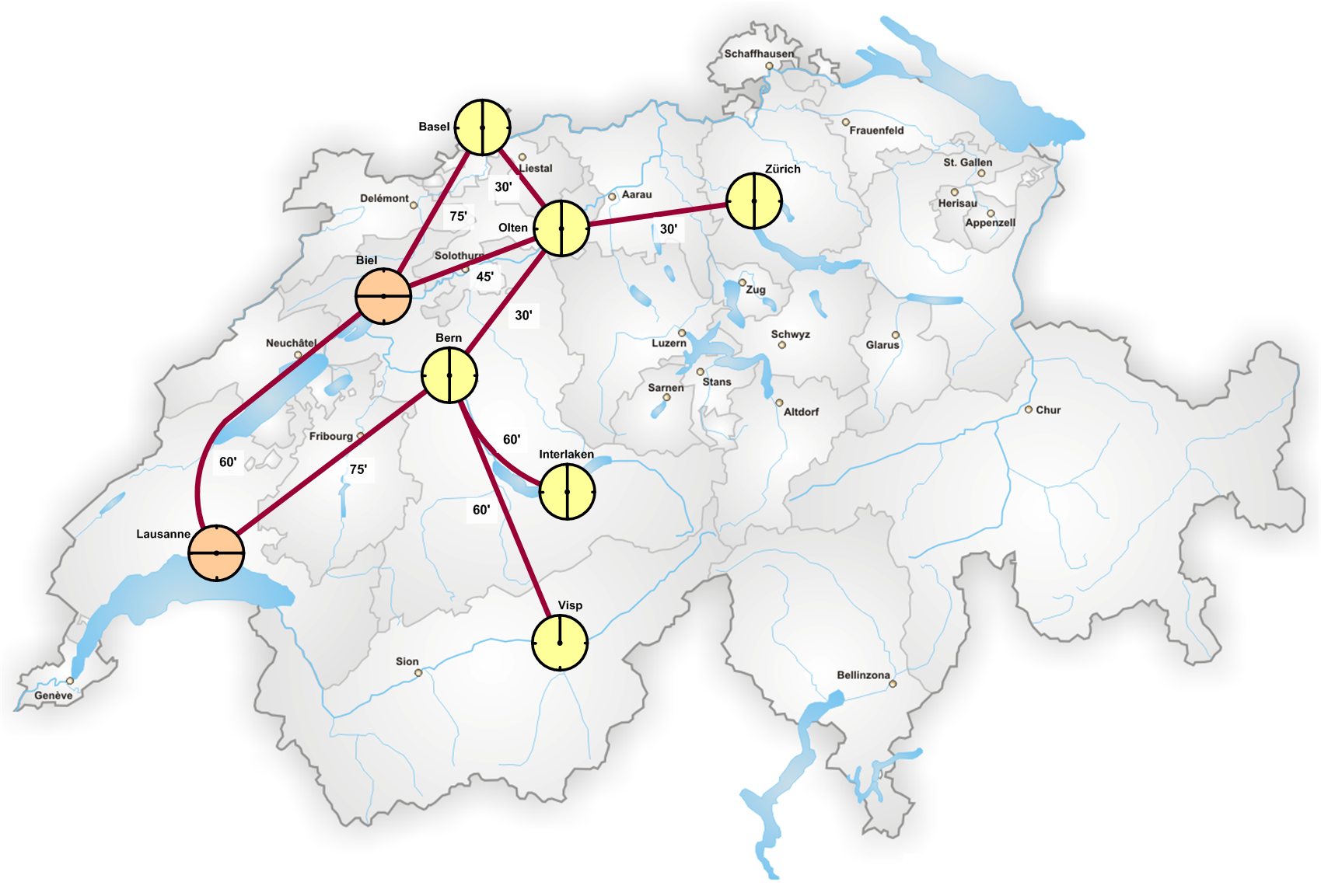
Knotensystem des integralen Taktfahrplans

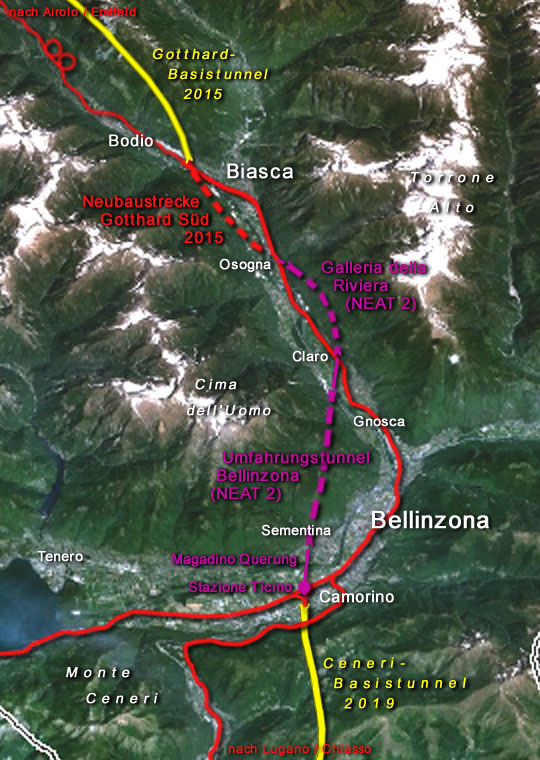
NEAT2 Gotthard Süd

Der Bau von Schnellfahrstrecken stand in der Schweiz nicht so sehr im Fokus wie in anderen europäischen Ländern. Wegen den topographischen Gegebenheiten und den daraus entstehenden höheren Kosten für eine Schnellfahrstrecke, entschied man sich im Rahmen des Eisenbahnprojektes Bahn 2000 für das Prinzip „nicht so schnell wie möglich, sondern so schnell wie nötig“.
In den 1960er Jahren kam seitens der Schweizerischen Bundesbahnen die Idee auf, eine Neue Haupttransversale in West-Ost-Richtung zu bauen. Sie sah eine möglichst schnelle Fahrt zwischen den Großstädten Lausanne und St. Gallen sowie zwischen Basel und Olten vor. Die neue Haupttransversale sah 120 km Neubaustrecke vor, auf denen die Züge mit bis zu 200 km/h verkehren sollten.
Die Idee der neuen Haupttransversalen wurde bald verworfen, da sich der Kanton Solothurn gegen das Projekt aussprach, weil nur Großzentren profitieren würden. Die Generaldirektion der SBB gab Mitte 1984 einer Expertengruppe unter dem Namen «Bahn 2000» den Auftrag, ein neues Konzept zu entwickeln, das sich nicht nur auf die Hauptachsen beschränkt, sondern eine gesamtschweizerische Lösung beinhaltet.
Die Lösung war ein integraler Taktfahrplan, der zwischen den Großzentren stündliche Verbindungen mit einer Fahrzeit von unter 60 Minuten erlaubt und den Fahrgästen kurze Umsteigezeiten ermöglicht. Kern des Projektes Bahn 2000 war der Bau der Neubaustrecke zwischen Mattstetten und Rothrist, welche die Fahrt zwischen Zürich und Bern auf rund 55 Minuten verkürzt. Ergänzt wird die Neubaustrecke durch die kurze Ausbaustrecke Solothurn–Wanzwil, über die Züge aus Genf und Lausanne auf die Neubaustrecke nach Rothrist einfädeln und von dort nach Zürich weiterfahren.

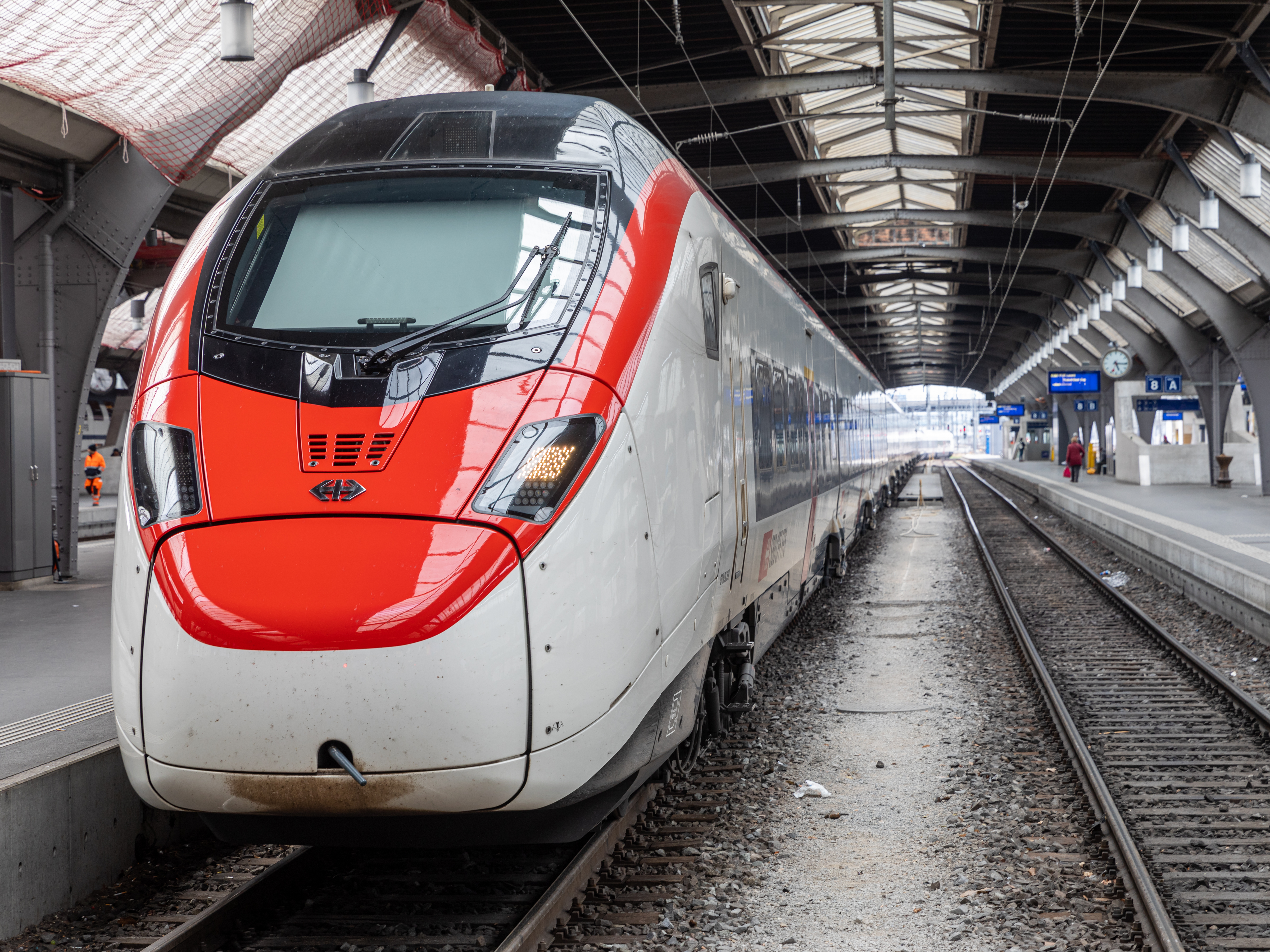
Die RABDe 501 der SBB (Giruno) bedienen u. a. die Strecke Mailand–Frankfurt am Main.

Zwischen der Landeshauptstadt Bern und dem Wallis wurde 2007 der 34,5 km lange Lötschberg-Basistunnel eröffnet. Die Maximalgeschwindigkeit beträgt im kommerziellen Betrieb 200 km/h. Der Tunnel verkürzte die Strecke zwischen Brig und Spiez um rund zehn Kilometer und die Fahrtzeit um rund 15 Minuten. Mit dem Projekt Bahn 2030/ZEB sollen weitere Großstädte zu Vollknoten werden, womit weitere Strecken zu Schnellfahrstrecken ausgebaut werden.
Zu dem Projekt Bahn 2030/ZEB gehört auch die Gotthardachse. Der Gotthard-Basistunnel, die südlich anschließende Neubaustrecke Gotthard-Süd sowie der Ceneri-Basistunnel sind bereits im Betrieb, während sich die Bahnumfahrung Bellinzona und der Rivieratunnel noch in Planung befinden. Alle diese Schnellfahrstrecken fügen sich zu einer Flachbahn zusammen, die hohe Geschwindigkeiten und das Durchqueren der Alpen ohne große Steigungen ermöglicht.

#### Serbien, Ungarn
Die durch chinesische Kredite finanzierte und unter überwiegendem Einsatz chinesischer Technik in Bau befindliche Schnellfahrstrecke Budapest–Belgrad weist einen Gesamtverlauf von 350 km auf, davon 184 km in Serbien und 166 km in Ungarn. Die Fahrzeit zwischen den beiden wichtigsten serbischen Zentren Belgrad  und Novi Sad hat sich bereits auf 40 Minuten verkürzt. Ende 2025 soll die Gesamtstrecke in Betrieb gehen und eine Fahrzeit von 3,5 Stunden zwischen Budapest und Belgrad ermöglichen.
Die für eine Geschwindigkeit von 200 km/h auszubauende Strecke von Belgrad nach Niš hat für den Transitverkehr nach Griechenland, Bulgarien und in die Türkei Bedeutung.

#### Spanien

Schnellfahrstrecken in Spanien (Februar 2021)

Schnellfahrstrecken heißen in Spanien Líneas de Alta Velocidad, kurz LAV. Das Netz, auf dem bisher ausschließlich Reiseverkehr mit Hochgeschwindigkeitszügen durchgeführt wird, verbindet nur große Städte und breitet sich sternförmig von Madrid aus. Im Gegensatz zum Altnetz ist es regelspurig und deswegen zu diesem grundsätzlich nicht kompatibel. Allerdings können umspurfähige Fahrzeuge (z. B. Talgo Pendular sowie AVE-Triebzüge der Reihen 120, 121, 130, 730 und 594) zwischen den beiden Netzen wechseln. Durch die neue Spurweite werden durchgehende Verbindungen mit Frankreich ermöglicht.
Stand 2024 hat das spanische Hochgeschwindigkeitsnetz eine Gesamtlänge von 4.168 km, womit man europaweit an erster und weltweit an zweiter Stelle hinter China liegt. Ziel des Netzausbaus ist, dass jede Provinzhauptstadt von Madrid in maximal vier Stunden mit dem Zug zu erreichen ist.

##### Geschichte
Erste Überlegungen für eine Schnellfahrstrecke zwischen Madrid, Barcelona und der französischen Grenze bei Port Bou gehen auf das Jahr 1975 zurück. Nachdem diese später zunächst verworfen wurden, beschloss die Regierung im Dezember 1988 (im Vorfeld der Expo 1992 in Sevilla) die Strecke ebenso zu bauen wie die Schnellfahrstrecke Madrid–Sevilla, die als erste realisiert werden sollte und am 19. April 1992 in Betrieb ging. Sie war die erste spanische Eisenbahnmagistrale, die in europäischer Regelspur, statt in der in Spanien üblichen iberischen Breitspur gebaut wurde.
Von 1997 bis 2006 wurden mehrere breitspurige Streckenabschnitte der Verbindung Madrid–Valencia für Geschwindigkeiten von 200 bis 220 km/h ausgebaut. Der Bahnkörper einiger Streckenbegradigungen wurde später in die normalspurige Schnellfahrstrecke Madrid–Levante integriert und die Breitspurstrecke wieder auf das alte, zuvor aufgegebene Trassee zurückverlegt.
Im Jahr 2002 ging die Neubaustrecke Madrid–Barcelona, zunächst nur bis Saragossa und ab 2008 bis in die katalanische Hauptstadt, in Betrieb. Die 625 km zwischen den zwei größten Städten Spaniens werden in nur 2 Stunden und 30 Minuten zurückgelegt. Die Züge verkehren mit einer Spitzengeschwindigkeit von 310 km/h.
Am 16. Juli 2006 erreichte ein Siemens Velaro E auf einem abschüssigen Streckenabschnitt zwischen Guadalajara und Calatayud eine Geschwindigkeit von 403,7 km/h.
Ab 2004 begann der Ausbau des sogenannten mediterranen Korridors, der breitspurigen Bahnstrecke entlang der Mittelmeerküste. Der Schwerpunkt dieser ersten nicht auf Madrid ausgerichtete Strecke lag auf der Verkürzung der Fahrzeit auf dem Abschnitt Barcelona–Valencia–Alicante. Neben Begradigungen von Streckenabschnitten und deren Ausbau für 220 km/h Höchstgeschwindigkeit, wurde für die Bedienung der Strecke eine breitspurige Version des TGV-Zuges, die RENFE-Baureihe 101, beschafft. Später wurde beschlossen, die Strecke bis Algeciras mit Normalspurgleisen zu versehen, die sowohl von Hochgeschwindigkeitszügen wie auch von Güterzügen genutzt werden kann. Die Kosten für dieses bis 2023 fertigzustellende Projekt wurden 2017 auf 21,2 Mrd. Euro geschätzt.
Im Dezember 2007 gingen als dritter Ast von Madrid die Neubaustrecke Madrid–Valladolid und im Süden die Schnellfahrstrecke Córdoba–Málaga in Betrieb.
Ende Dezember 2010 wurde die Schnellfahrstrecke Madrid–Levante, die die Landeshauptstadt mit mehreren Städten der Mittelmeerküste verbinden soll, in einem ersten Bauabschnitt eröffnet. Die zunächst 438 km lange Strecke verbindet die spanische Landeshauptstadt mit Valencia sowie mit Albacete. Die Fahrzeit auf den 391 km zwischen Madrid und der drittgrößten Stadt des Landes, Valencia, reduzierte sich von knapp vier Stunden auf 95 Minuten. Die Züge verkehren mit einer Höchstgeschwindigkeit von 300 km/h.
Im Januar 2013 ging schließlich zwischen Barcelona und Figueres der letzte Abschnitt der Schnellfahrstrecke Madrid–Barcelona–Französische Grenze in Betrieb.
Im Juni 2013 wurde zudem eine 171 km lange Verbindung zwischen Albacete und Alicante der Schnellfahrstrecke Madrid–Levante eröffnet. Sie hat etwa 2 Milliarden Euro gekostet.
Im Norden Spaniens sind Schnellfahrstrecken zwischen Valladolid und Bilbao, Santander und Donostia-San Sebastián im Bau. Sie bilden das Baskische Y und werden zu einem guten Teil von der Autonomen Gemeinschaft Baskenland selbst finanziert.
Die 2015 eröffneten neuen Strecken Olmedo–Zamora und Valladolid–Palencia–León gingen nur eingleisig in Betrieb. Da nur ASFA als Zugbeeinflussung verwendet wird, ist die Geschwindigkeit auf 200 km/h beschränkt. Weitere Städte sollen mit einer dritten Schiene in den bestehenden Breitspurgleisen an das normalspurige Hochgeschwindigkeitsnetz angebunden werden. Die Küstenstadt Castellón soll auf diese Art von Valencia aus bedient werden. Die Probefahrten auf dem neuen Oberbau begannen im März 2017.

#### Vereinigtes Königreich

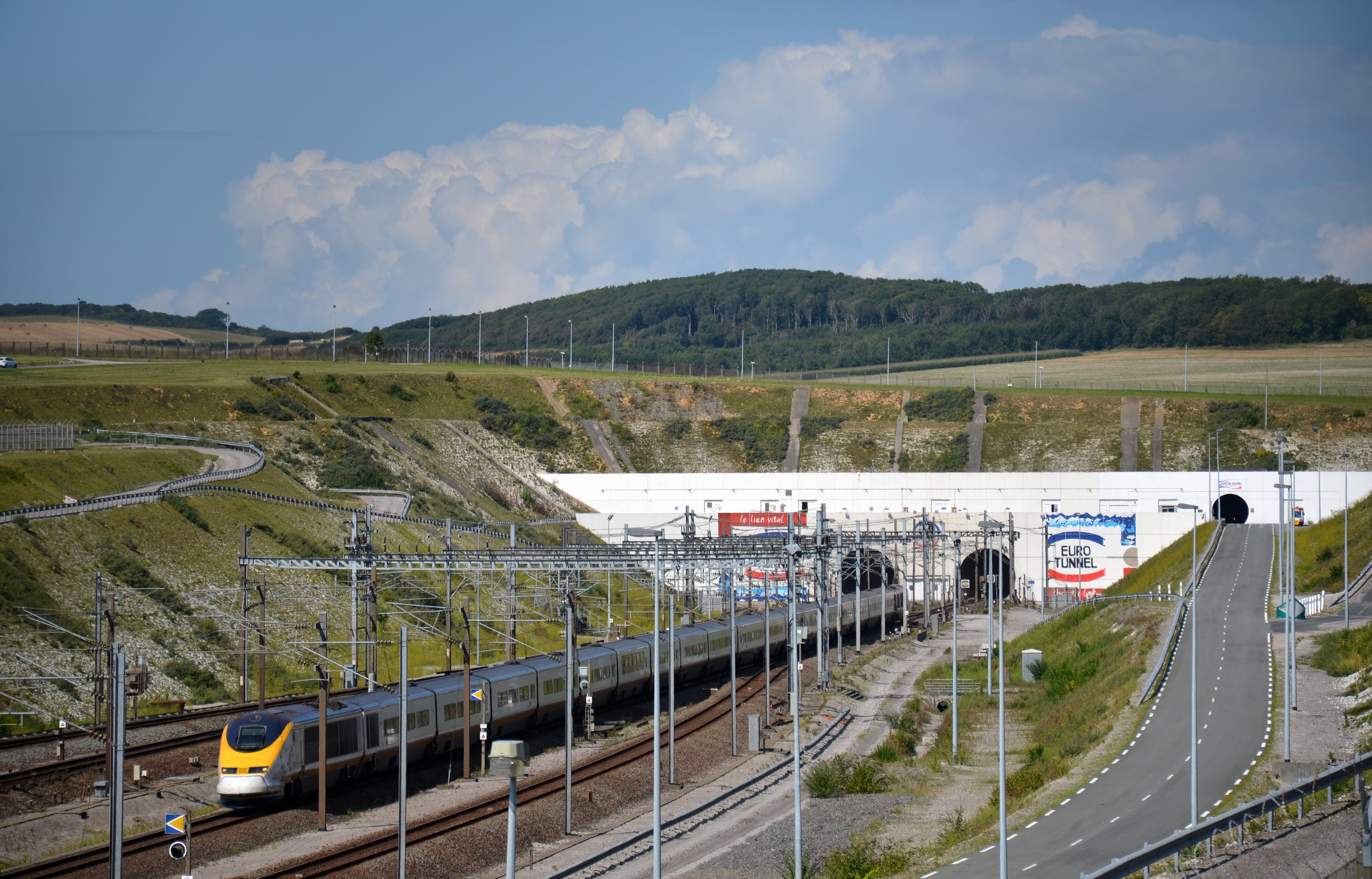
Eurostar am Portal des Eurotunnels

Während Eurostar-Züge die High Speed 1 zwischen Eurotunnel und London mit 300 km/h befahren, besteht das restliche Streckennetz aus vielen Ausbaustrecken mit einer Höchstgeschwindigkeit von 200 km/h. So zum Beispiel die 632 km lange East Coast Main Line, über die London vom schottischen Edinburgh aus in nur vier Stunden erreicht wird (schnellste Verbindung). Weitere Strecken, die 200 km/h erlauben, sind die West Coast Main Line, die Great Western Main Line, die South Wales Main Line, die Cross-Country Route und die Midland Main Line. Seit 2020 im Bau befindet sich die 225 km lange und für 360 km/h ausgelegte High Speed 2 von London nach Birmingham. Eine Inbetriebnahme im Jahr 2030 ist vorgesehen.

### Nordamerika

#### Vereinigte Staaten
Die derzeit einzigen Schnellfahrabschnitte in den Vereinigten Staaten verlaufen im Northeast Corridor. Dabei verbindet der Acela-Express Boston über New York und Philadelphia mit Washington D.C. Lediglich auf einem 91 km langen Abschnitt wird die Höchstgeschwindigkeit von 150 mph (241 km/h) erreicht, die restlichen Schnellfahrabschnitte werden mit 125 mph (201 km/h) befahren. Zusammen mit den Abschnitten, die nicht zur Schnellfahrstrecke ausgebaut wurden, ergibt sich eine Durchschnittsgeschwindigkeit von 86 mph (138 km/h) für die Acela-Express-Züge.
Ab 2025 soll der von Alstom entwickelte Avelia Liberty als Acela der zweiten Generation mit maximal 160 mph (257 km/h) im Northeast-Corredor verkehren, der bis dahin für diese Geschwindigkeit ertüchtigt wird.
Ebenfalls im Bau befinden sich der 275 km lange Teilabschnitt der California High-Speed Rail von Merced nach Bakersfield und seit 2024 die Strecke von Rancho Cucamonga bei Los Angeles nach Las Vegas (Projekt Brightline West).